# A Szent Korona története

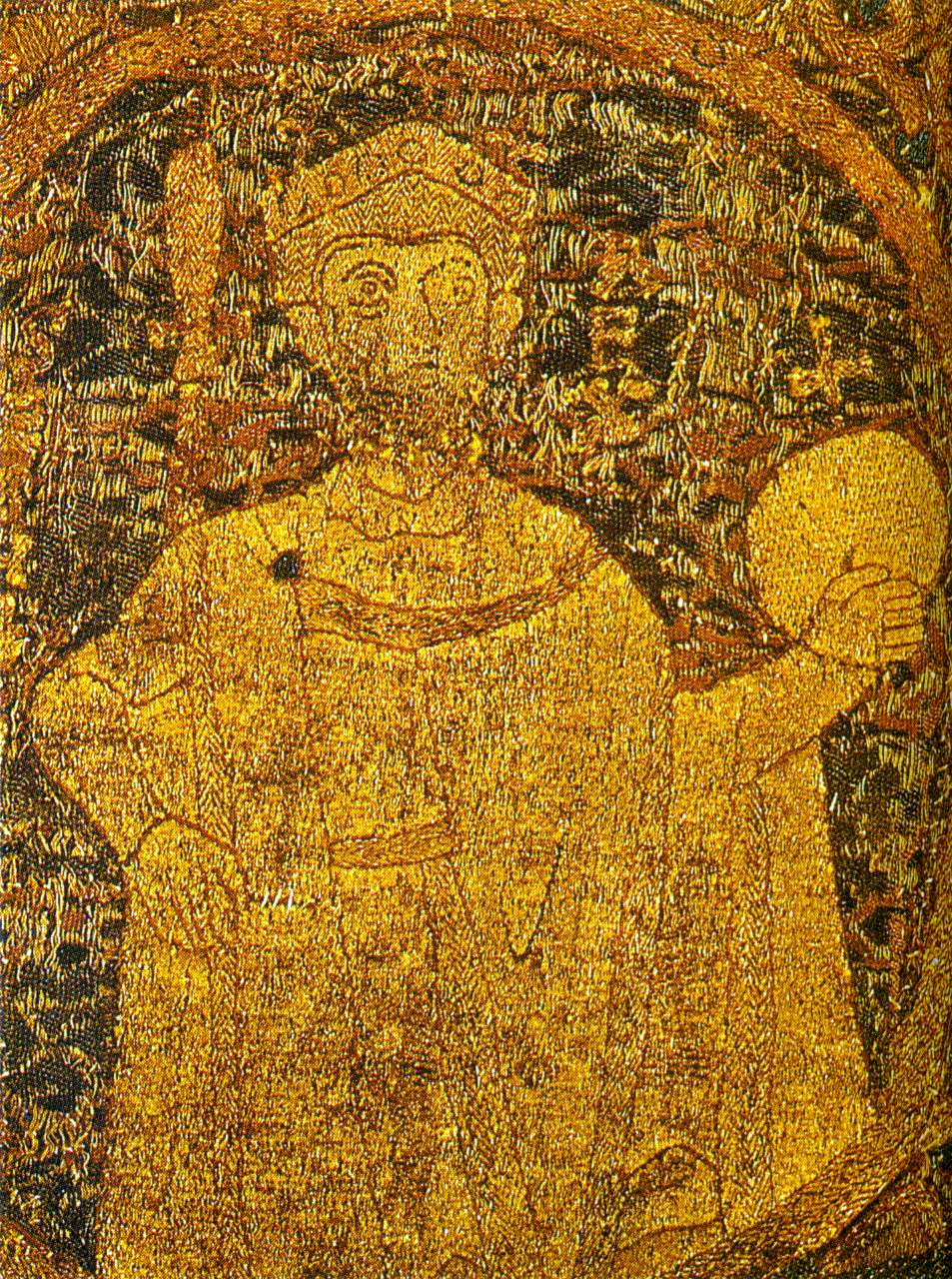
Szent István apostoli király és koronájának egykorú ábrázolása a koronázási paláston

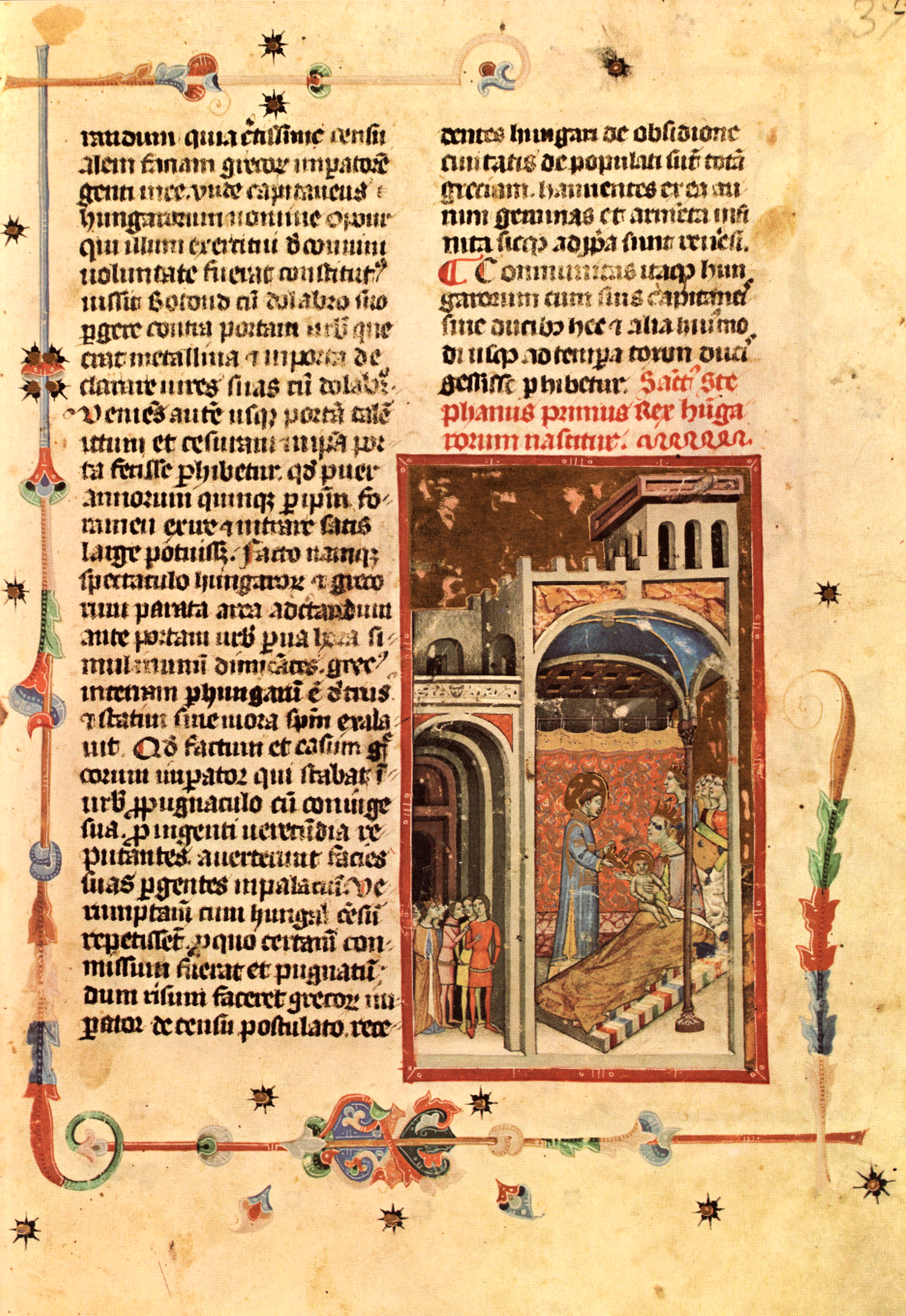
Szent István vértanú hozza az égből karácsonyra Szent Istvánnak a Szent Koronát (a Képes krónikában)

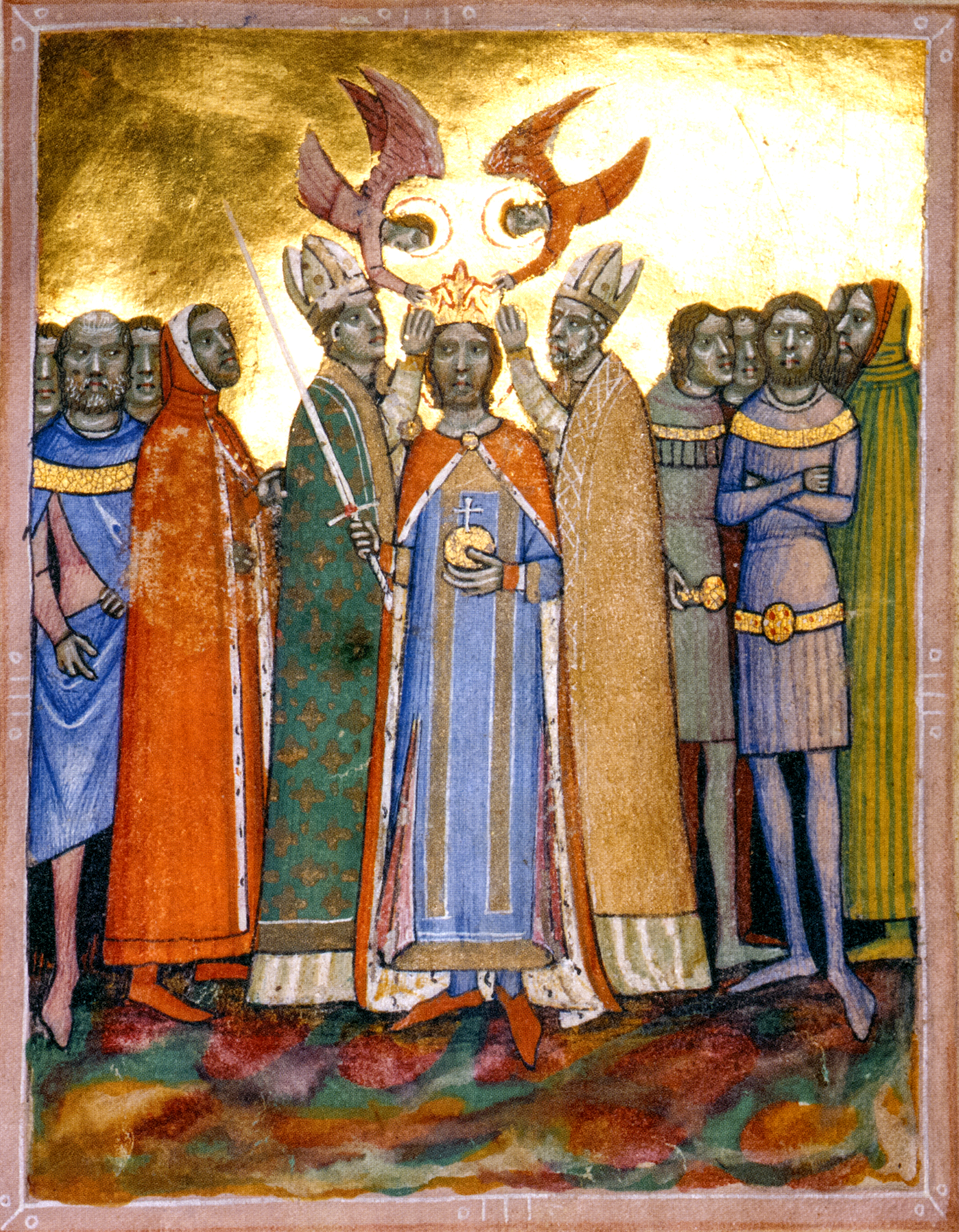
Szent László koronázása mennyből angyalok hozta koronával (a Képes krónikából)

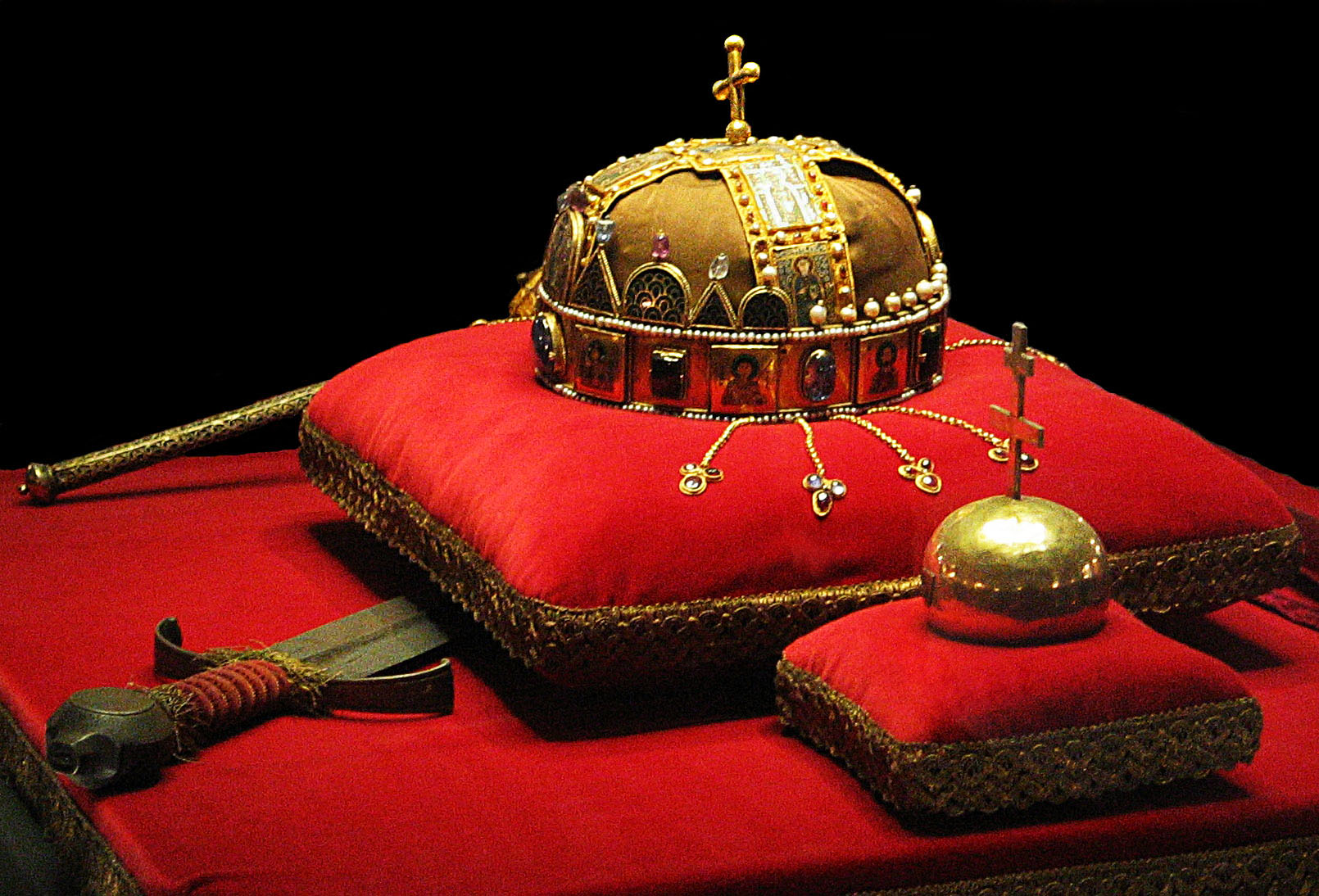
A Szent Korona a magyar koronázási jelvények között az Országház kupolatermében

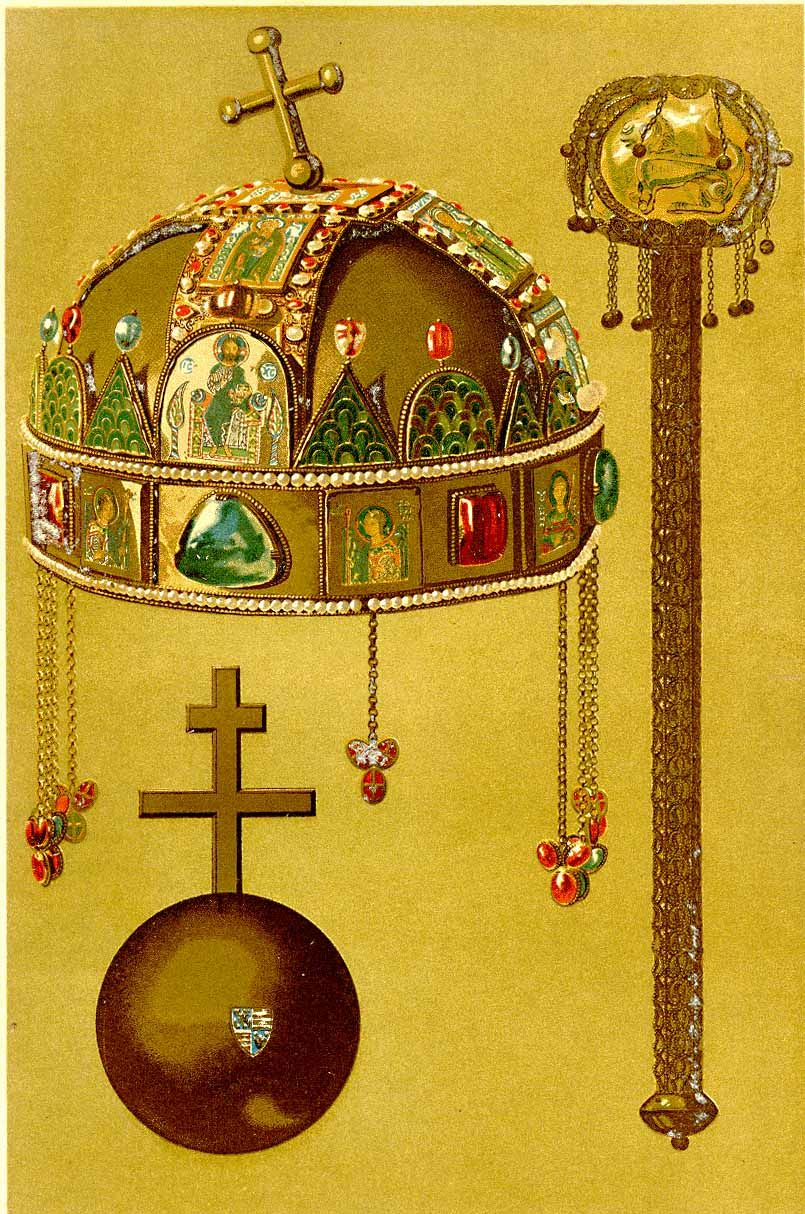
Magyar koronázási jelvények képmása
a Pallas Nagy Lexikonából

A Szent Korona mint tárgy története, különösen annak óriási politikai, hatalmi jelentősége miatt, nagyon hányatott volt a „zivataros századok” alatt. Uralkodói fejékből a kereszténység szakrális tárgyává is vált a magyar történelem során. Az Árpád-házi királyok korában jött létre, és hamarosan Szent István személyéhez kapcsolták a mindenkori magyar királyi hatalom legitimációjának erősítése érdekében. Birtoklása különösen fontossá vált a vegyesházi királyok idején, érvényes magyar királyi koronázás csak ezzel a szent tárggyal volt elképzelhető. A főurak egyre inkább igényt tartottak arra, hogy a korona őrzésébe beleszólást és garanciákat kapjanak, a magyar királyok koronázása során pedig sokféleképpen, különösen a koronázási eskü révén igyekeztek érvényesíteni érdekeiket.
A középkorban alakult ki a Szent Korona-tan, ami a még nem létező államelméletet pótolva létrehozta a király személyétől független magyar államiság fogalmát a Szent Korona „testének” elképzelésében. Bár a koronázás szerepe és jelentősége nemzetközileg fokozatosan csökkent, Magyarországon II. József hasonló, erre irányuló kísérlete látványos kudarcot vallott. Az 1848–49-es forradalom és szabadságharc ugyan a Habsburg-ház trónfosztásával párhuzamosan a koronát levette a magyar címerről, magát a nemzeti ereklyét nagy tiszteletben részesítette, és igyekezett megmenteni azt a Habsburgoktól. Az 1867-es kiegyezés során a koronázás újra kiemelt jelentőséget kapott.
A második világháború során újra komoly megpróbáltatásokat kellett kiállania a magyar koronázási jelvényeknek, utána pedig 33 éves külföldi „emigrációjuk” következett. A Szent Korona máig megmaradt szimbolikájának politikai jelentőségét mutatja a rendszerváltás utáni magyar közéletben is folytatódó vita a korona megjelenítéséről az állami címerben, elhelyezéséről, bemutatásának, őrzésének helyéről és jellegéről. A legújabb korban számos új, misztikus, ezoterikus elmélet is kapcsolódott hozzá, amelyek folyamatosan ébren tartják a közvélemény egy részének az érdeklődését iránta.

## Előzmények
Szent István koronája, amit az államalapítás során helyeztek a fejére, az egykorú koronázási palást ábrázolása szerint egy aranyabroncs volt, amelyet ékkövek és liliomok díszítettek. Ez a korona Aba Sámuel és III. Henrik ménfői csatája után a császár birtokába került, aki azt a koronázási lándzsával együtt visszaküldte Rómába, „Szent Péter testéhez”, amint arról egy 1074-ben kelt pápai levélből értesülhetünk. Egy jóval később, 1693-ban Rómában megjelent, a Vatikánt ismertető könyv szerint a Veronika-kapunak nevezett építmény fölött volt elhelyezve Magyarország koronája, lándzsája és koronázási jelvényei, amelyeket Henrik császár küldött Rómába. Ezt a kaput azonban már lebontották, és a koronázási ékszereknek is nyoma veszett az idők folyamán.

## Az Árpád-ház korszaka

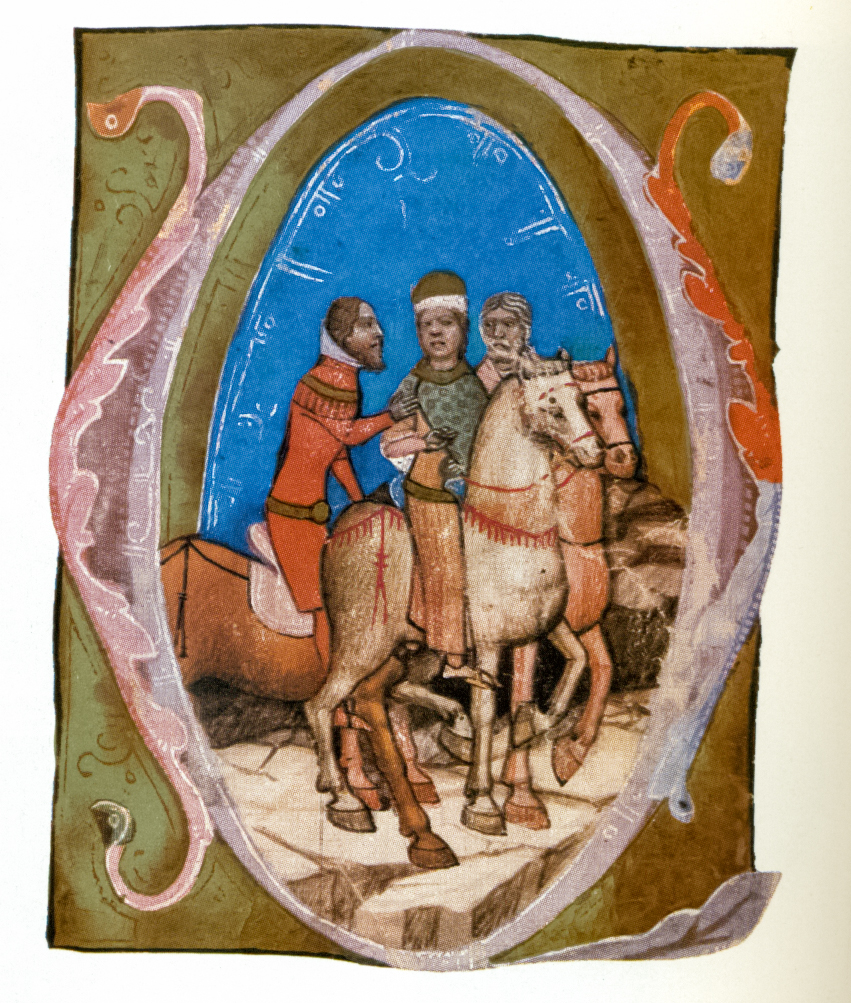
Károly Róbert Magyarországra jön (Képes krónika)

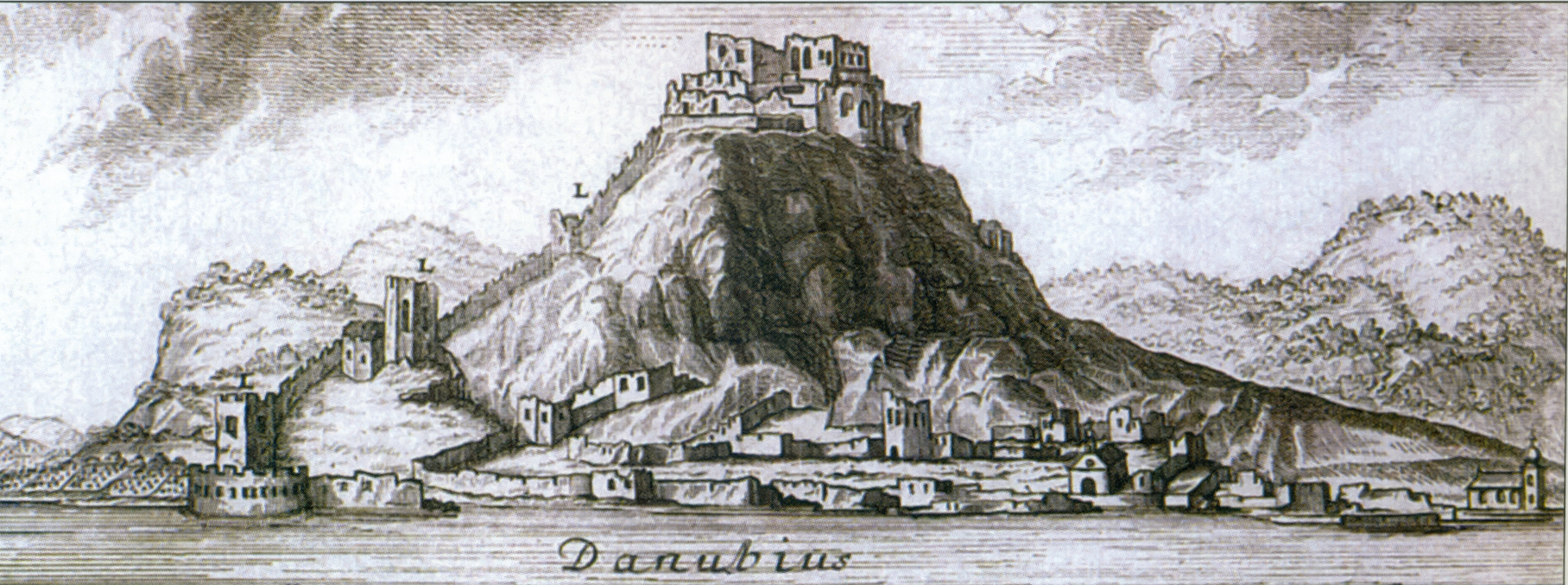
A korona őrzésének helye, Visegrád

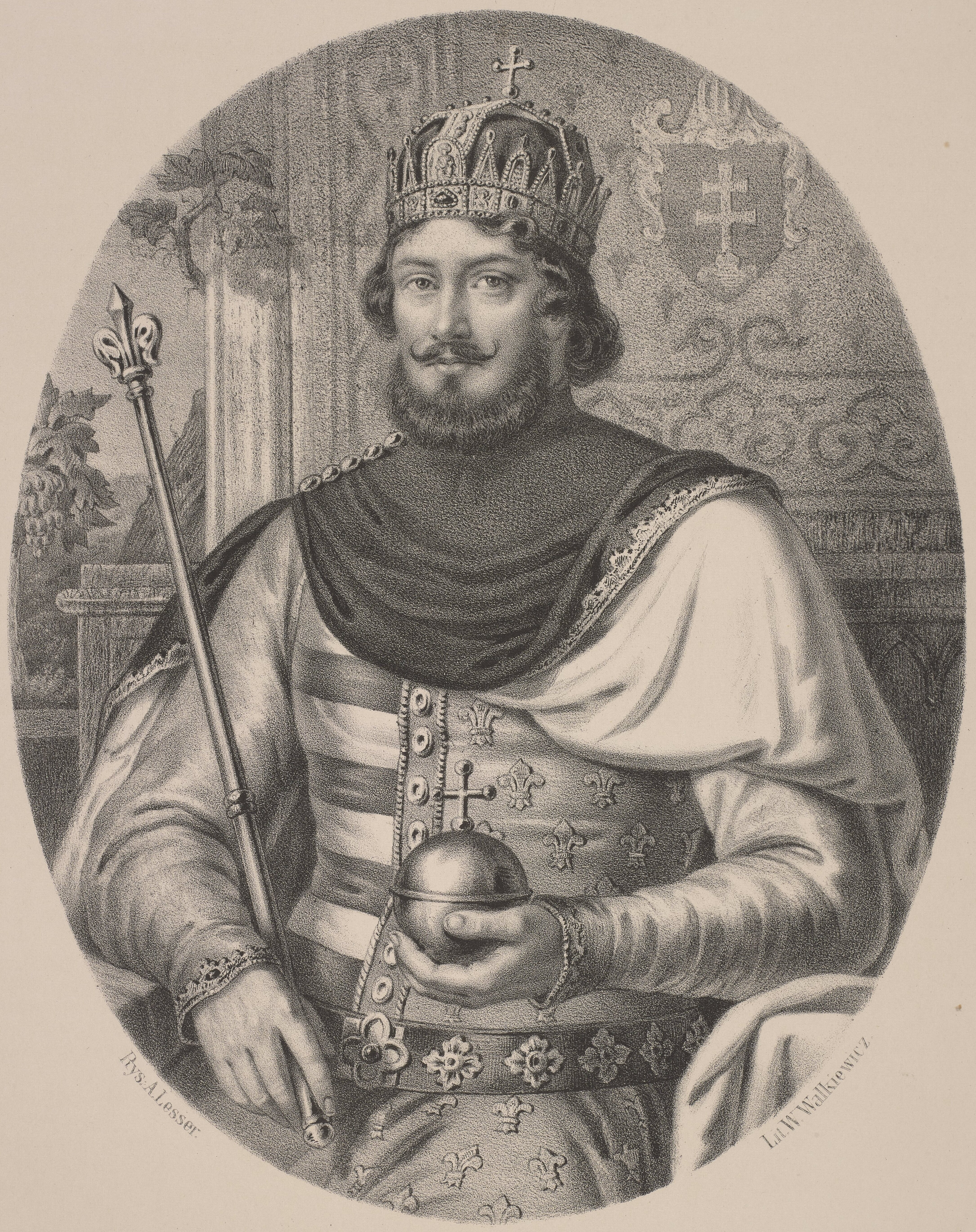
Nagy Lajos a koronával (19. századi ábrázolás)

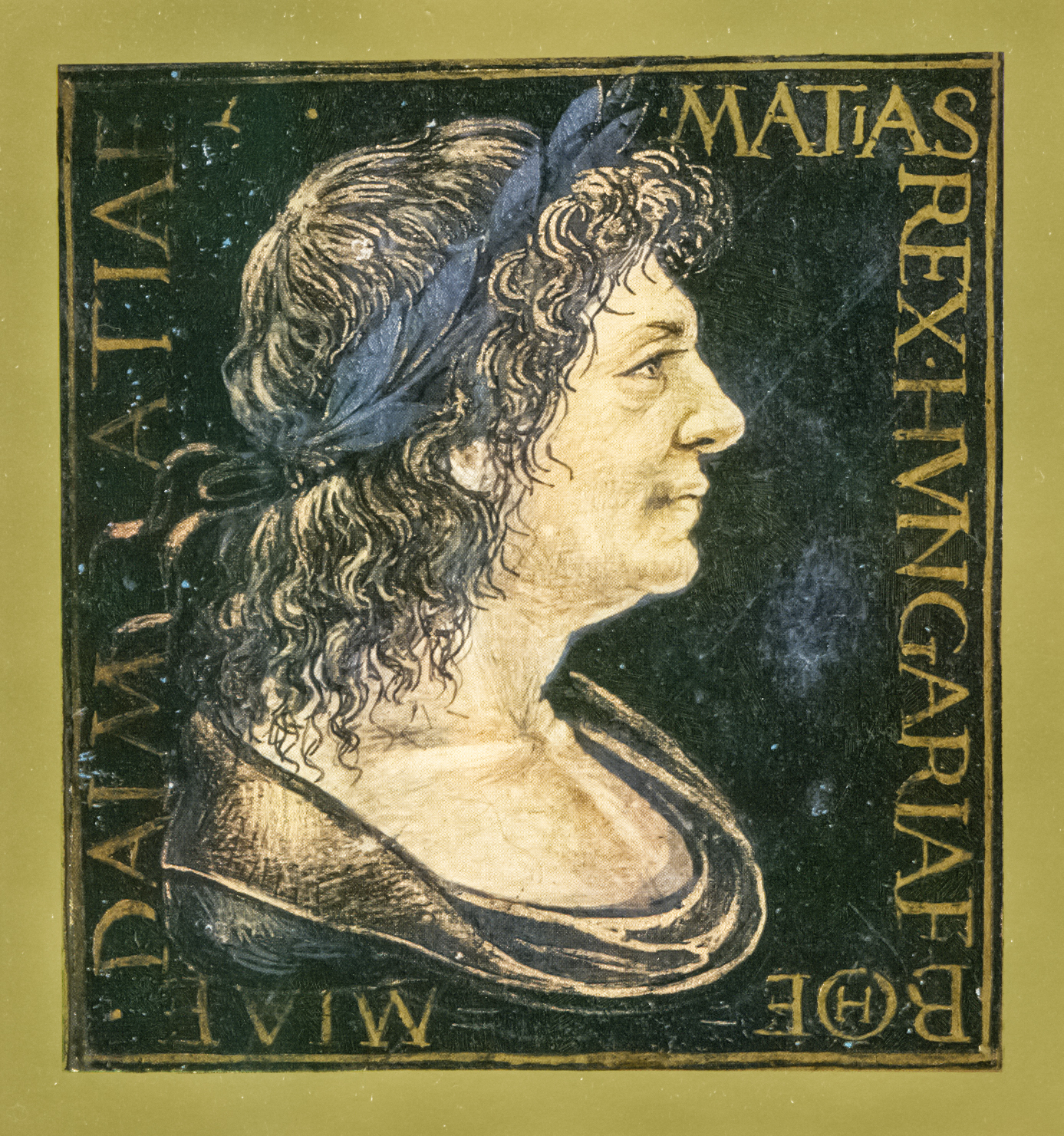
Mátyás király

A korona kutatása két évszázados történetének eredményei azt mutatják, hogy a Szent Korona mai alakját III. Béla idején nyerte el. Eddigre már a dinasztiaalapító szent király kultusza nagyon megerősödött; az Árpád-házból való királyok kezdték őt ősüknek tekinteni annak ellenére, hogy nem voltak egyenes ági leszármazottak. Szent István erkölcsi és politikai tőkéjét minden uralkodó igyekezett a saját javára kamatoztatni, ezt különösen a koronázások alkalmával tudták kiemelni, amikor a tőle származtatott tárgyakkal növelték az esemény szakralitását. Erről részletesen beszámolt egy cisztercita szerzetes, aki 1240-ben Magyarországon járt, de a koronáról még nem tett említést. A Szent Korona kifejezés először 1256-ban jelenik meg. „Szent István koronájának” viszont a koronát először 1292-ben, az utolsó Árpád-házi király, III. András oklevelében említették először. III. András különösen nehéz legitimációs gondokkal küszködött, mert sokan kétségbe vonták származását, ezért is lehetett nagy szüksége Szent István tekintélyének megidézésére. De a király politikai ellenzéke is partner volt a korona szakrális jellegének és Szent István-i eredetének hangsúlyozásában. Ettől kezdve az egész ország közgondolkodásában gyökeret vert az a tudat, hogy a korona ténylegesen Szent Istváné volt.
1204-ben a gyermek III. László lépett a magyar trónra, ám hamarosan a Szent Koronával együtt kénytelen volt Bécsbe menekülni az osztrák herceghez nagybátyja, a trónkövetelő András herceg hadai elől. László a következő évben Bécsben meghalt és II. András megörökölte a trónt. A Szent Koronának már az Árpád-ház idején milyen nagy jelentősége volt az is jól mutatja, hogy az új király, András csak háborús fenyegetéssel tudta visszaszerezni a koronát VI. Lipóttól.

### A korona őrzése Fehérváron
A koronát és a koronázási jelvényeket az uralkodók több mint háromszáz esztendőn át a fehérvári egyház kincseskamrájában őriztették. A koronaőri méltóságot eredetileg maga a fehérvári prépost viselte. Amikor a prépostok a királyi kancelláriában betöltött hivataluk miatt huzamosan távol maradtak Fehérvárról, helyettesről gondoskodtak. Gutofredus prépost 1198-ban egy beadványt nyújtott be pápához, melyben a „custodia"-ról, vagyis a koronaőri tisztségről már mint meglévő, állandó őrkanonoki méltóságról tett említést, mint akinek kötelességévé tette az egyház kincseinek, valamint a szent koronának őrzését. A pápa megerősítette a prépostot e felelősségteljes méltóság kinevezési és adományozási jogában.

## Az Árpád-ház kihalását követő trónviszályok
Az Árpád-ház kihalása, 1301 után három női ági örökös is fellépett trónkövetelőként, egy cseh, egy német és egy nápolyi. A nemesek és főpapok többsége közülük II. Vencel cseh királynak ajánlotta fel a magyar trónt, és ő a fiát koronáztatta meg Vencel magyar király néven. Nem sikerült azonban megszilárdítania uralmát, 1304-ben az apjának hadsereggel kellett érte jönnie, és a fiával együtt a koronázási ékszereket is Prágába vitte. Az ifjú Vencel hamarosan lemondott a magyar trónról, és a koronázási jelvényeket átadta a német trónkövetelőnek, Bajor Ottónak. A harmadik trónkövetelőt, a nápolyi Anjou Carobertót (ismertebb nevén Károly Róbertet) már szinte közvetlenül III. András halála után, 1301-ben királlyá koronázta Esztergomban Bicskei Gergely választott esztergomi érsek egy alkalmi koronával, de helyzetét egyelőre neki sem sikerült megerősítenie.
Ottó Magyarországra jövetele nem volt veszélytelen, mert III. (Habsburg) Rudolf osztrák herceg, aki Károly szövetségese volt, megkísérelte a Magyarországra vezető utakat elzárni előle. Hogy a feltűnést elkerülje, Ottó (a Képes krónika ábrázolása szerint) egy dongás faedényt, folyadék tárolására szolgáló csobolyót készíttetett, és abba rejtette a Szent Koronát. Az utazás során, egy éjszaka a csobolyó a földre esett, és az elveszettnek hitt koronát az úton visszaforduló Ottó csak másnap este találta meg. A Képes krónika írója égi jelként értékelte az esetet:
Ezt sem kell elmellőznünk, hogy, midőn a szent koronát az említett Ottó herczeg Magyarországba hozta, azt ellenségeitől való féltében esztergályos mesterséggel egy csobolyóba rejteté. S amint embereivel csendes éjtszaka lovagolt, az országúton, melyen sok vadász keresztül megy vala, a csobolyó a nyeregkápából a szíjak, melyekkel kulacs módjára föl vala kötve, véletlenül elódzván úgy elveszett, hogy senki észre nem vette. Azután viradat felé, amint látták hogy az a drága kincs oda van, nagy ijedten vissza nyargalának, amily sebesen csak nyargalhatának, és sok ember közt áthaladván a koronát, melyet senki meg nem talált, az országút közepén a földön heverve meglelék. Talán késő estve veszett volt el s más nap, mint bizonyos, estve felé találták meg. Valóban el nem hallgatandó csuda eset. Mert mit értsünk abból, hogy az a korona elveszett, ha nem azt, hogy az a herczeg nem viselhette ezt a koronát haláláig, hanem elvesztette fejéről magát a koronát s egyszersmind becsületét is. S mit jelent az, hogy senki más meg nem találta, hanem csak azok akik viszik vala, ha nem azt, hogy Magyarország angyal adta koronájától meg ne fosztassék.
1307 elején Ottó a nála lévő Szent Koronával együtt Erdélybe utazott támogatásért, és megkérte Kán László erdélyi vajda leányát. Kán László azonban börtönbe vetette a magyar királyt. Ottó csak néhány hónapos rabság után, váltságdíj ígéretével szabadult – a korona nélkül –, és feladva magyarországi terveit, Bajorországba távozott.

## Az Anjou királyok
Ottó dicstelen távozása után megerősödött Károly pártja. A pápa a Szent Istvánnak küldött koronára is hivatkozva magának tulajdonította a király kijelölésének jogát, a magyarországi rendek viszont a királyválasztáshoz ragaszkodtak. A pápa követe ügyes diplomáciával egyesítette a két érvelést, és a rendekkel is elismertette 1307 őszén Károly igényét a trónra. A korona azonban még Erdélyben volt, ezért igyekezett meggyőzni a rendeket arról, hogy a korona szentsége a fogsága miatt elveszett, ezért egy másik, általa a pápa képviseletében felszentelt koronával nyugodtan pótolni lehet. 1309. június 15-én Budán Tamás esztergomi érsek ennek megfelelően királlyá koronázta Károly Róbertet.
A magyar hagyományok eddigre azonban már olyan erősek voltak, hogy a rendi közvélemény nem fogadta el ezt a megoldást. Kán László végül egyházi átok fenyegetésére átadta a koronát, így a királyt 1310. augusztus 20-án harmadszor is megkoronázták, ezúttal minden előírást betartva, és ezzel végleg megszilárdította királyi hatalmát. Károly Róbert aztán a nehezen megszerzett koronát igen gondosan őriztette, az 1323 után állandó székhelyéül szolgáló Visegrádon. A koronát aztán 1310 és 1526 között, kisebb-nagyobb megszakításokkal a visegrádi fellegvárban tartották – Nagy Lajos korában a lengyel, Zsigmond korában a német birodalmi koronával együtt.
Károly Róbert fiának, Nagy Lajosnak a koronázására már – a rendelkezésre álló források szerint – minden szabályt betartva, „lege artis” került sor. Hosszú uralkodása, legalábbis a korona története szempontjából, békés és eseménytelen volt. A bonyodalmak az ő halála után kezdődtek újra. Nagy Lajosnak fia nem született, ezért még életében fiúsította lányát. Halála után, kívánságának megfelelően, 1382. szeptember 17-én az esztergomi érsek királlyá koronázta a 11 éves Máriát. Ő volt az első nő, akinek a Szent Koronát a fejére helyezték. A trónviszályok azonban folytatódtak. Az ugyancsak Anjou II. Károly magyar királyt 1385-ben szintén szabályosan megkoronázták, de néhány hónap múlva udvari összeesküvés áldozata lett. Ezt követően a korona újra Mária, majd Zsigmond fejére került. Azonban magyarországi uralkodása szintén rosszul indult, pedig később Európa egyik legjelentősebb uralkodója, német-római császár is lett, a bárók egy időre fogságba is vetették. Ez alatt a három hónap alatt a királyi tanács tagjai rendeleteiket „a Szent Korona joghatósága” nevében adták ki, és ekkor vált először a korona a király tulajdonából az országé, az államhatalom képviselőjévé, a hatalom forrásává, ami a Szent Korona-tan erősödését is mutatta. Ez látszik az ország pecsétjének 1401-ből származó köriratából is, miszerint az „Magyarország Szent Koronájának pecsétje”. Miután a király kiegyezett a főurakkal, a korona – mintegy kompromisszumos megoldásként – Pálóczi György esztergomi érsek őrizetébe került. Ő koronázta meg a következő uralkodót, Albertet, 1438-ban.
1439-ben, Pálóczi György halála után Albert a koronát újra Visegrádra vitette, hamarosan azonban ő maga is meghalt. Várandós felesége, Luxemburgi Erzsébet magyar királyné mindenképpen leendő fia számára akarta biztosítani a koronát, ezért hűséges udvarhölgyével, Kottanner Jánosnéval, ellopatta, és azt kalandos körülmények között Komáromba vitték. 1440. május 15-én meg is koronáztatta, szabályosan, Fehérvárott Szécsi Dénes esztergomi érsekkel, csecsemő fiát, V. László magyar királyt. A főurak nagy többsége azonban I. Ulászlót akarta magyar királynak, különös tekintettel a fenyegető török veszélyre. Ezt a szándékukat hosszú oklevélben indokolták meg, majd 1440. július 17-én ugyancsak Székesfehérvárott, ugyanaz az esztergomi érsek megkoronázta Ulászlót is, mégpedig – a Szent Korona távollétében – a Szent István hermájáról leszerelt koronával. A király azonban 1444-ben a várnai csatában elesett, és a magyar főurak 1445-ben visszatértek a Szent Korona és vele V. László királyságának elismeréséhez.
Erzsébet királyné azonban időközben a Habsburg-ház akkori fejét, Frigyes főherceget jelölte ki fia gyámjaként, és a koronát is a kezére adta zálogba, 8000 aranyforintért. A gyermek királyt végül 1452-ben katonai erővel sikerült kiszabadítani Frigyes gyámságából, Bécsújhelyről, de a korona nem került vissza vele. Lászlót amúgy sem kellett újra megkoronázni, mert ez egyszer már megtörtént, csak a koronázási esküt újíttatták meg vele. V. László is korán meghalt, 1457-ben, és Mátyás követte a trónon. A koronát azonban csak 1463-ban sikerült visszaszerezni Frigyestől, 60 000 aranyforintért, és azzal 1464. március 29-én Székesfehérvárott megkoronázták Mátyás királyt.

## Mátyás király és a korona őrzése
Mátyás király megkoronázása után hoztak először törvényt a nehezen visszaszerzett királyi jelvény őrzéséről: az 1464. évi 2. törvénycikket. Ezzel kezdődött a koronaőrzés szabályozásának hosszú története. A rendek e törvény révén szólhattak bele először a korona ügyébe. (Már 1439-ben és 1440-ben elhelyezhették pecsétjüket a jelenlevő főméltóságok a koronát őrző helyiség ajtajára.)
A keménykezű Mátyás halála után a főurak feltétlenül olyan uralkodót akartak, akit a hatalmukban tarthatnak. Hiába hagyta Mátyás a koronát fiára, Corvin Jánost legyőzték, a koronát elvették tőle, és – megalázó feltételek mellett – II. Ulászlót választották magyar királynak. A királynak el kellett fogadnia, hogy a koronával gyakorlatilag a főurak rendelkeznek. 1492-ben rögzítették, hogy „az ország koronáját senki ne merje semmi szín alatt elvenni a prelátusok és bárók kezéből, hanem a közülük választandó személyek őrizzék”. Ugyancsak 1492-ben mondják ki, hogy az őrzés helye Visegrád legyen. 1493-ban Szapolyai István és Bakócz Tamás, tehát egy világi és egy egyházi főúr volt a korona őre. 1498-ban Bakócz Tamás mint koronaőr, némai Kolos Lászlót nevezte ki Visegrád kapitányának, akinek fennmaradt hosszú esküszövege, igen részletesen szabályozva munkaköri kötelességeit. Tulajdonképpen nem is egy-egy főúr, hanem a családjuk kapta meg a tisztséget. A két koronaőr két külön várnagyot nevezett ki, akik mindkét koronaőrnek hűséggel tartoztak. Kolos László így nemcsak az őt kinevező koronaőrnek, Bakócz Tamásnak, hanem társának, Szapolyai Jánosnak, és annak a fiának is hűséggel tartozott. De még a koronaőröket sem engedhette be a várba több emberrel, mint amivel ő maga rendelkezett, hacsak nem fenyegetett közvetlenül külső támadás harmadik fél részéről. Az 1500-ban hozott 23. törvénycikk már arról intézkedett, hogy a koronaőrök világi bárók legyenek. Választásuk a király, az egyházi és a világi főurak, valamint az „egyéb országlakók” által történt. Ettől kezdve a 20. századig, amíg a tisztség fennállott, mindig két világi urat választottak koronaőrnek.

## Mohács

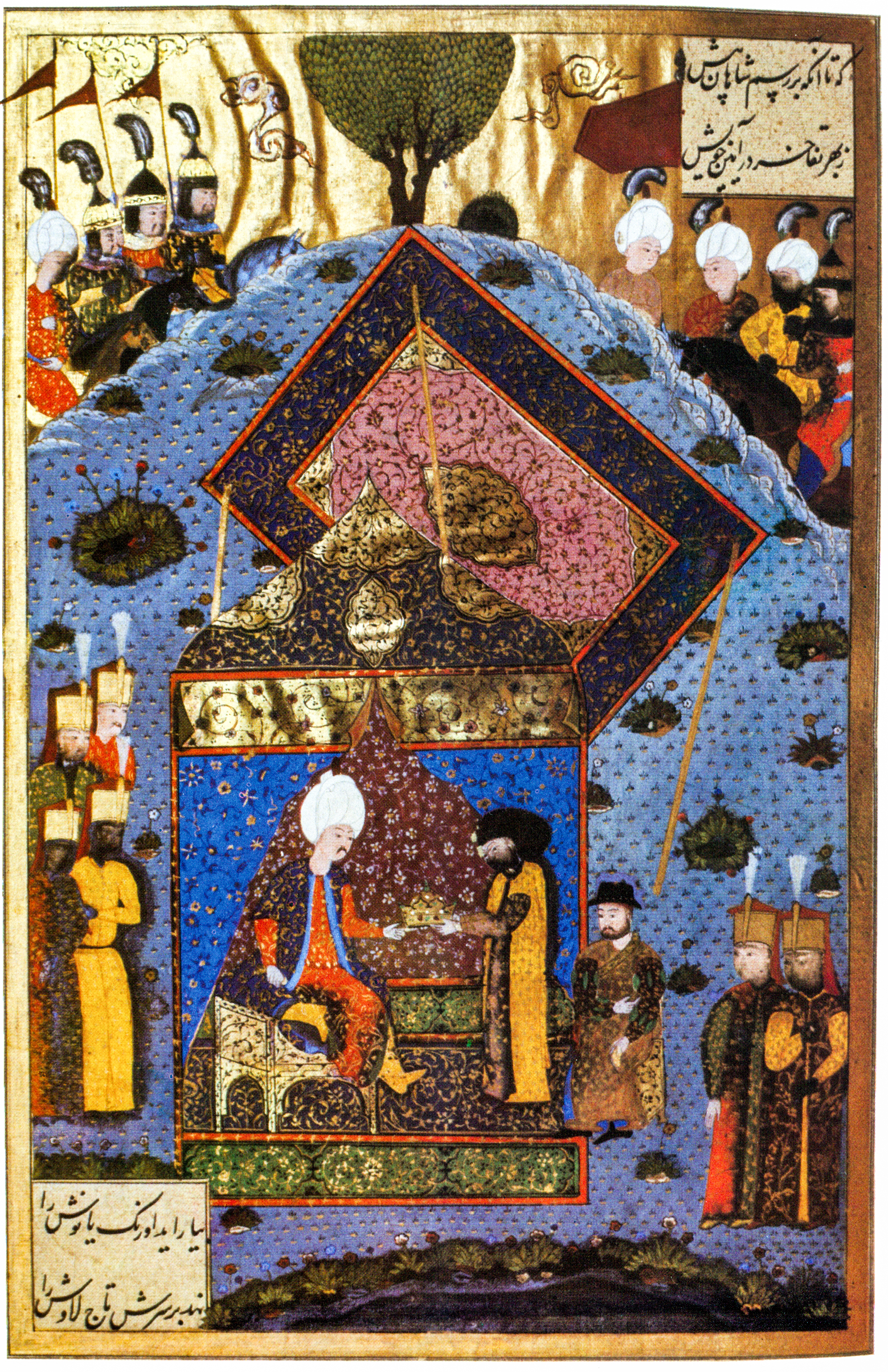
Szulejmán átadja a koronát Szapolyainak

Az 1526 évi 22. törvénycikk felszólította a királyt, adjon ki oklevelet a nádori tisztségről, s azt a Szent Korona mellett helyezze el. Ez azt mutatja, hogy a korona a mohácsi vész évében annyira jól őrzött tárgynak számított, hogy mellette volt célszerű országos jelentőségű iratokat is elhelyezni.
1524-ben örökös nélkül elhunyt Újlaki Lőrinc herceg. Ezt követően mihályi Ládonyi Miklós, miután 1525. év elején a király sürgősen magához hívatta, Szapolyai János erdélyi vajda szolgálatába lépett és 1526 februárjától a koronaőr Szapolyai visegrádi várnagya, és egyúttal a koronaőrségben helyettese lett. Várnagyságában a másik koronaőrnek, Perényi Péternek familiárisával, Szentiványi Istvánnal osztozott, később pedig harmadikként Kövér Pállal, majd őt követően Doroszlói Jánossal. A mohácsi csatavesztés és II. Lajos magyar király halálának, a török közeledtének hírére, Szapolyai János utasítását követve, Ládonyi Miklós a Szent Koronát és a koronázási ékszereket, valamint felszerelést Trencsén várába menekítette. Szulejmán Törökországba történő hazatérése után Szapolyai János hívei Fehérvárra királyválasztó gyűlést hirdettek, ahol november 10-én Szapolyait királlyá választották, majd a következő napon meg is koronázták (I. János király).
A főurak egy része azonban Ferdinánd mellé állt. Átállt hozzá Perényi Péter koronaőr is a koronával együtt, így Ferdinándot is megkoronázhatták. Perényi 1527. november 11-én, Székesfehérvárott újra letette a koronaőri esküt, aminek fennmaradt a szövege:
A rám ruházott tisztséget ellátom, a Szent Koronát és tartozékait társammal, István nádorral együtt Visegrád várában hűségesen megtartom és megőrzöm. A várban levő várnagyomat és más embereimet hűségben tartom, s szorgalomra intem. István nádornak sem nyíltan, sem titokban, sem csellel nem ártok, sőt minden erőmmel megvédem tisztségét, és hasznát előmozdítom. A szent koronát István nádor akarata és beleegyezése nélkül Visegrád várából semmi szín alatt el nem viszem. A várban levő várnagyomat a nádor tudta nélkül ki nem cserélem; ha erre mégis szükség lenne, új várnagyot csak a nádor tudtával állítok. Sohasem tartok nagyobb számú katonát a Visegrádi várban, mint testvérem, kivéve, ha a vár vagy a korona veszélybe kerülne. Ebben az esetben is nagyobb számú emberemet közös felügyelet alá helyezem. Isten engem úgy segéljen és minden szentjei.
Az eskü szövege jól mutatja a korona őrzésével kapcsolatos veszélyeket és a két koronaőrrel szembeni bizalom korlátozottságát. Nyilván ennek megfelelő fogadalmat tett a másik koronaőr is, valamint hasonlókat Cseh János és Kozár Miklós, a visegrádi vár két várnagya is. Nekik a két koronaőr szolgálatára, és arra is meg kellett esküdniük, hogy a koronát nem viszik ki a várból.
Mindennek ellenére Perényi mégis magával vitte a koronát siklósi várába. A török közeledtével innen másik birtokára, Sárospatakra indult, de útközben János király emberei elfogták, és Perényi a koronával együtt a király hívének, Szerecsen János pécsi püspöknek a fogságába került, majd lindvai Bánfi Jánosnak a szlavóniai Körös vármegyében fekvő Šopron nevű várában őrizték.
1529-ben Szulejmán János király megsegítésére hivatkozva újra felvonult Magyarországra, sőt Bécs elfoglalását is maga elé tűzte. Mohács mezején találkozott Szapolyai Jánossal, akit a testvérévé fogadott, és kifejezte kívánságát, hogy látni szeretné a koronát. Rögtön el is hozatta 300 szpáhival a királyi fejéket a Šopron-várból, Perényivel együtt. A szultáni naplóba feljegyezték, hogy ez a magyarok ősi koronája, és akinek a birtokában van, annak az egész ország meghódol.
Szulejmán Bécs sikertelen ostroma után visszatérőben Budán magához hívatta Szapolyait, és átadta neki a koronát és Buda várát, egyúttal – nyilvánvalóan saját politikai érdekeinek megfelelően – Magyarország királyává nyilvánította őt. A koronával együtt Perényit is szabadon engedte a szultán, kérve Jánost, hogy bocsásson meg neki. Szerémi György elbeszélése szerint a török szultán azért is adta vissza a magyar koronát, mert azt igazi drágakövek hiányában nem tartotta nagyon értékesnek.

## A korona a Habsburgok birtokában

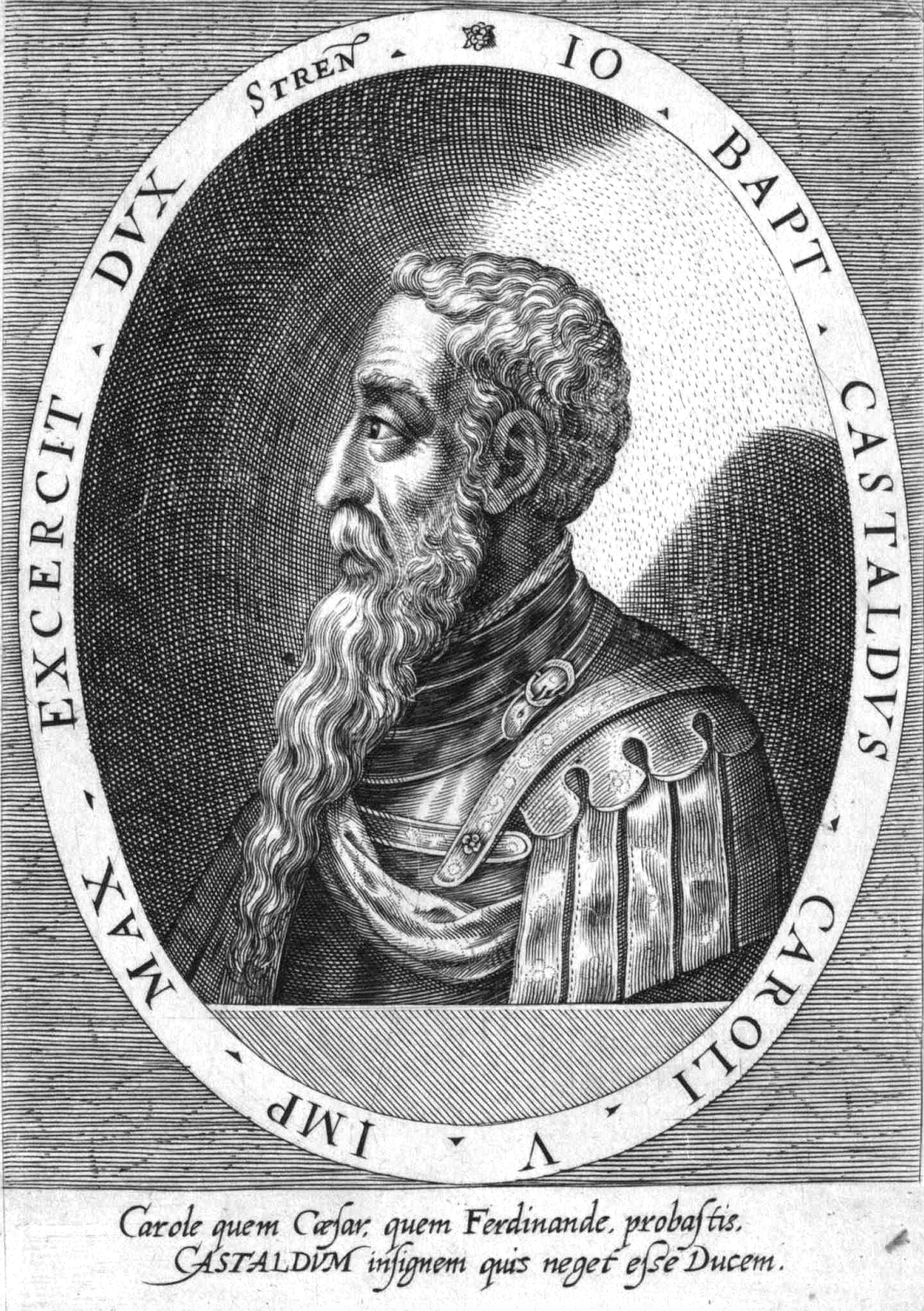
Ferdinánd megbízottja Giovanni Battista Castaldo

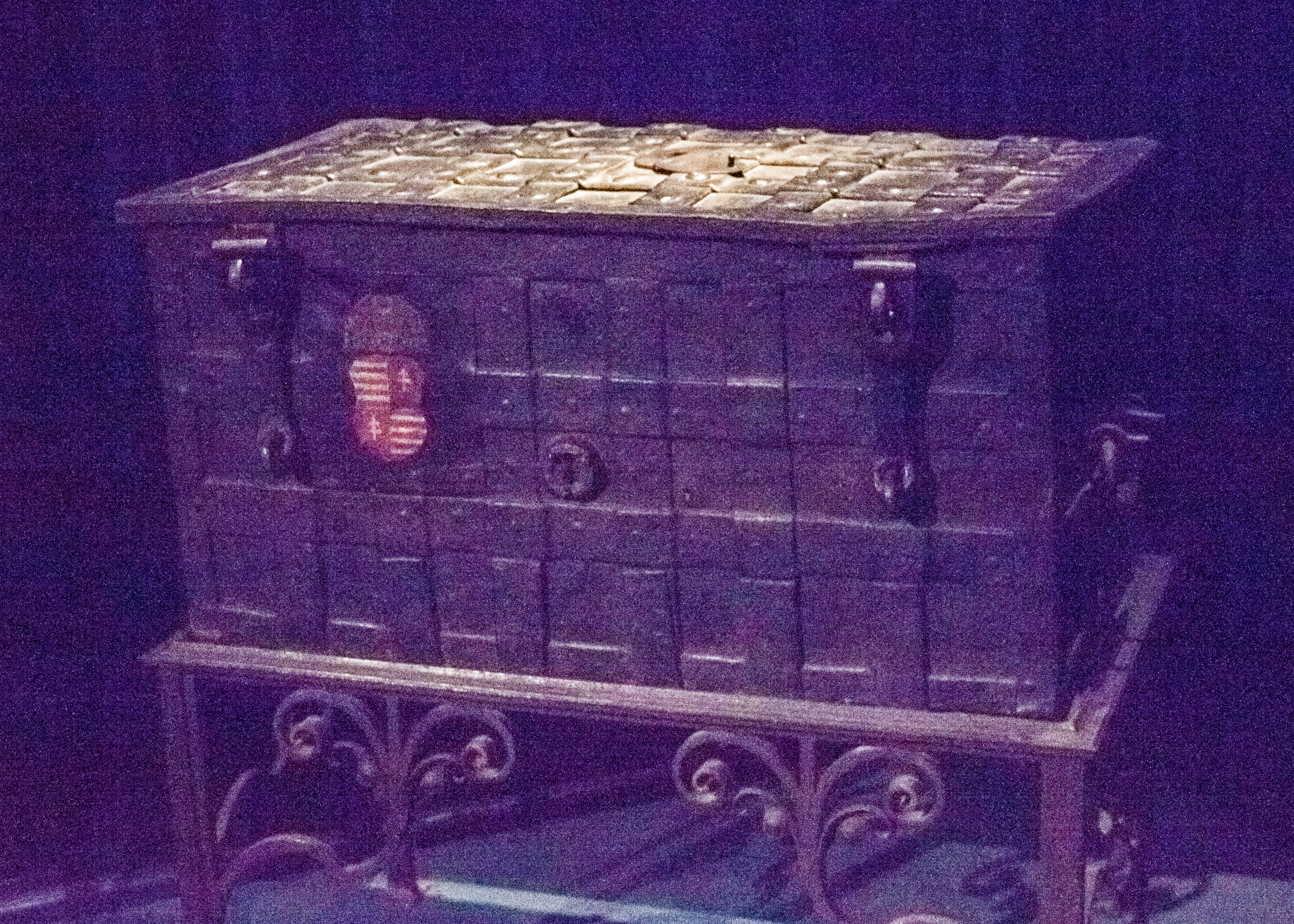
A II. Mátyás által a koronázási ékszerek számára készíttetett vasláda 1608-ból, a Nemzeti Múzeumban

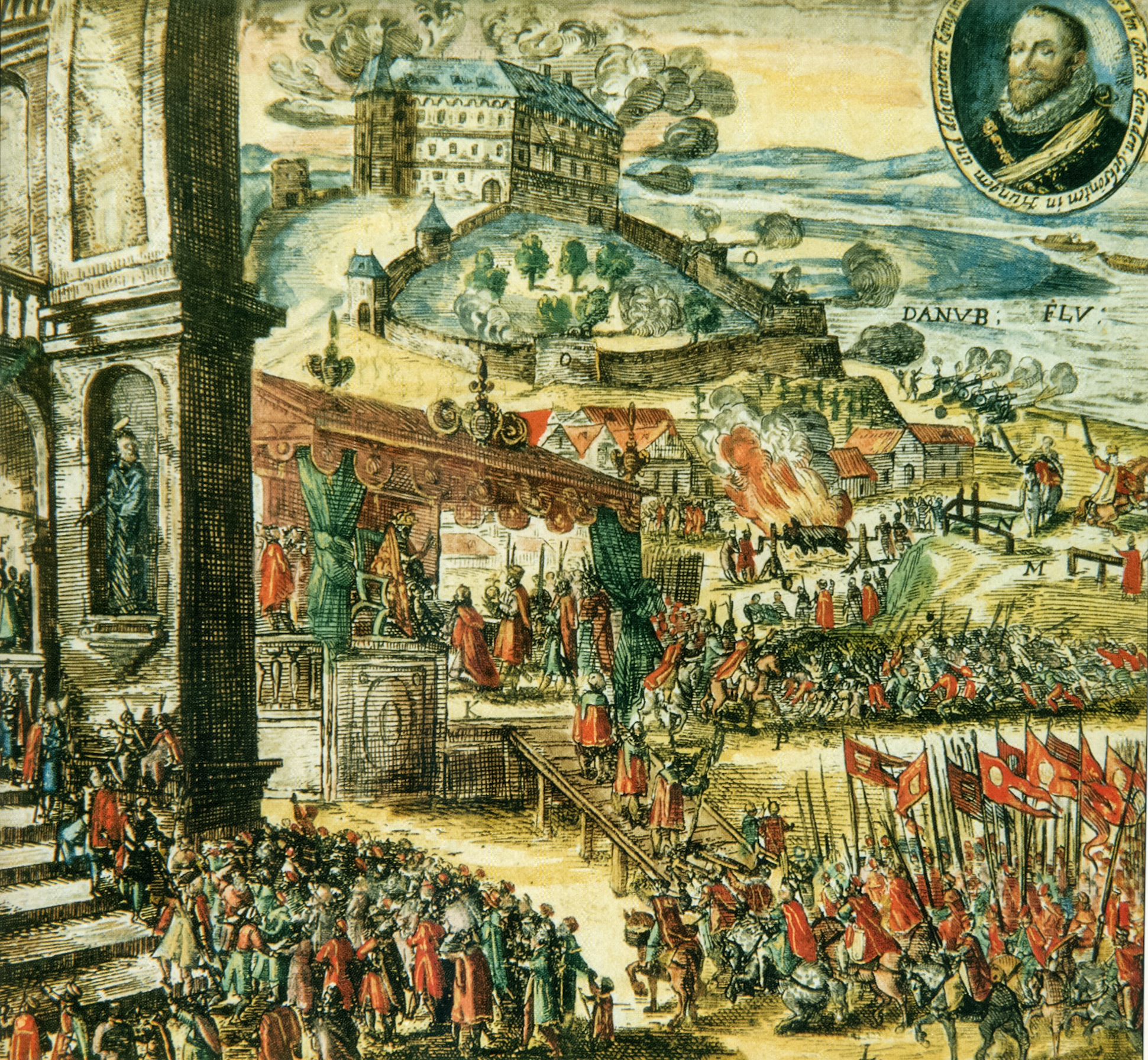
II. Mátyás megkoronázása Pozsonyban

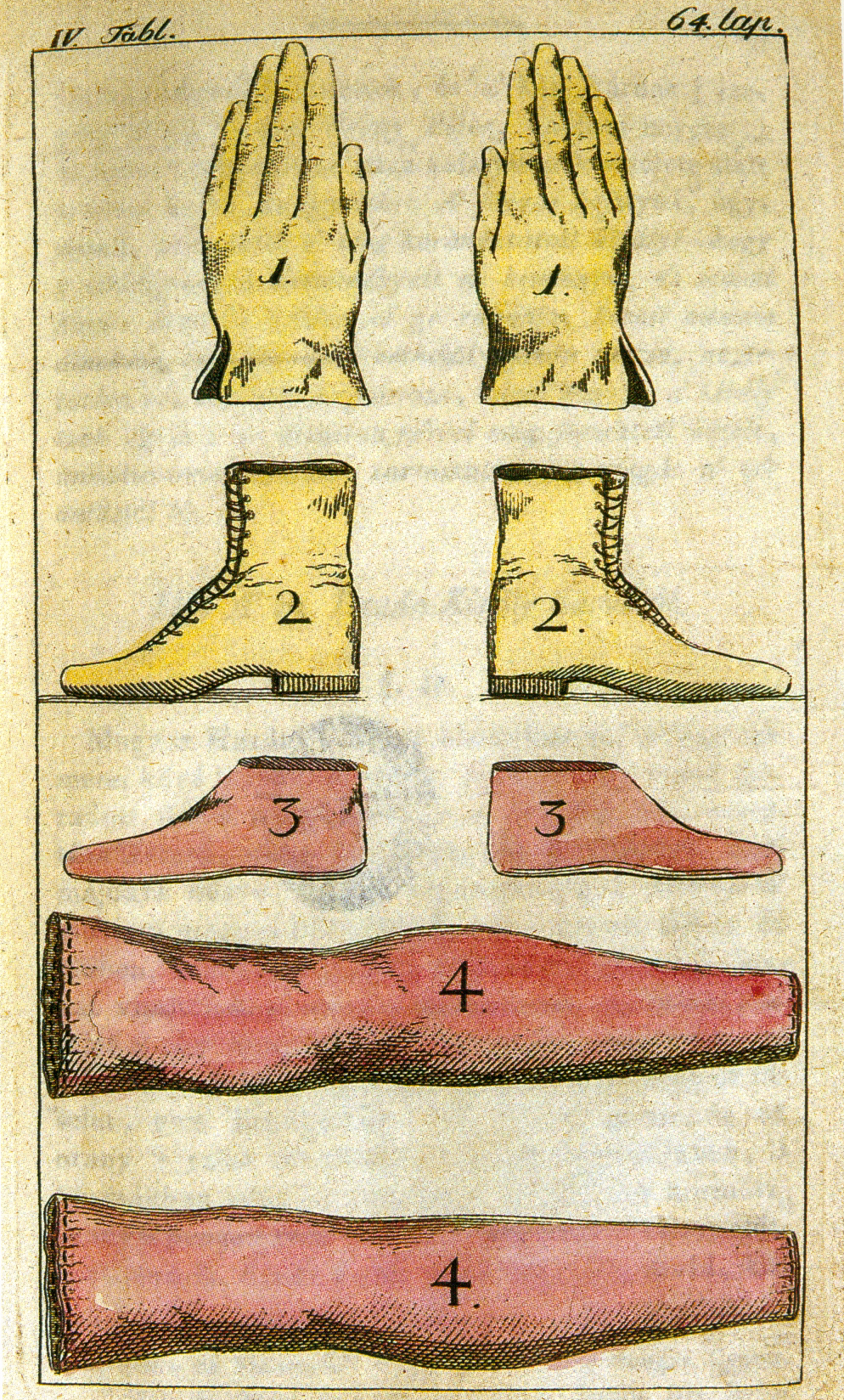
A koronázási öltözet darabjai

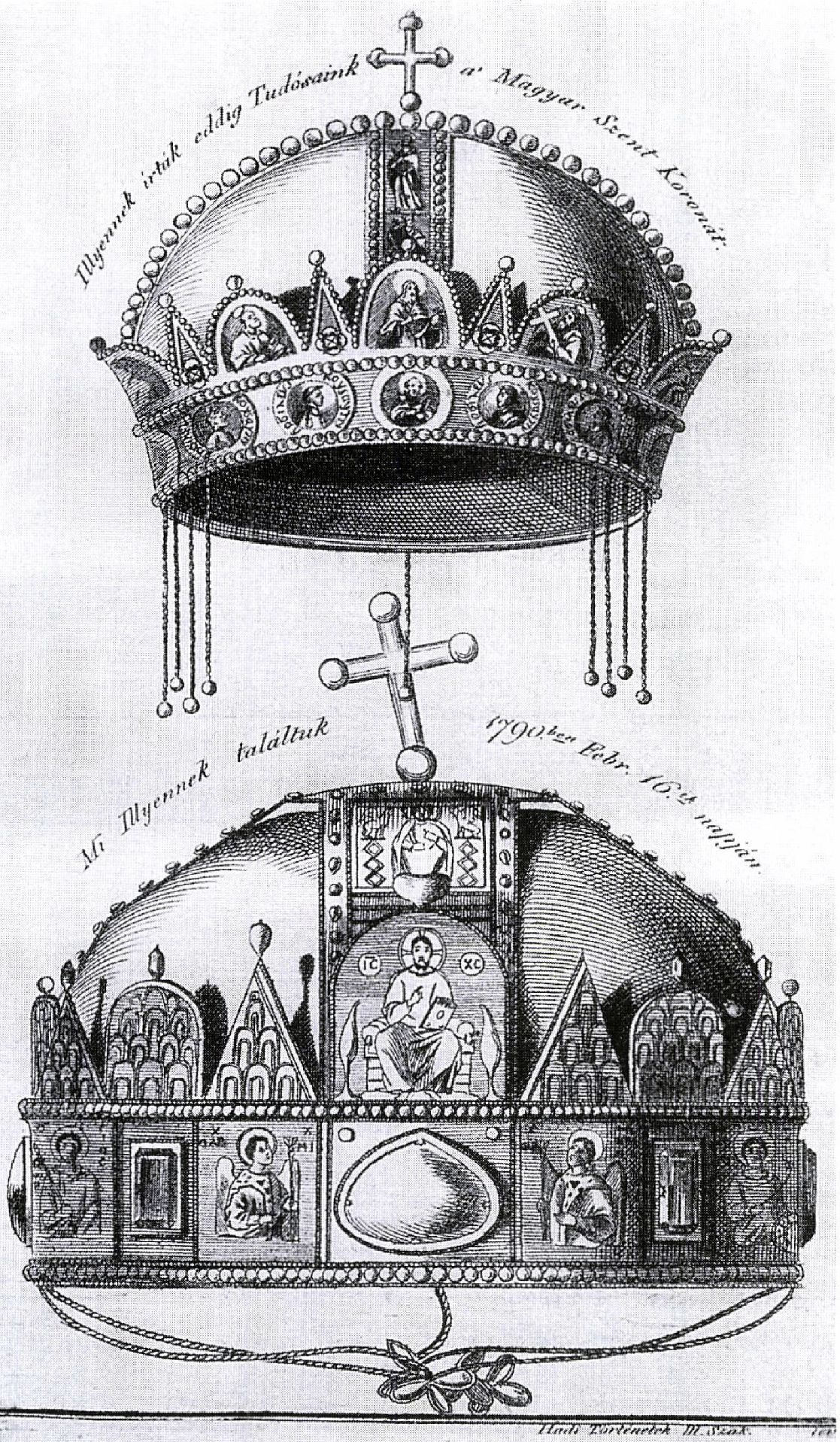
Révay rajza a koronáról (felül) és az 1790-es hivatalos vizsgálat alapján készített ábrázolás (alul)

1540 nyarán János király meghalt, Fráter György, kiskorú fiának gyámja pedig az ország egyesítése érdekében megkötötte Ferdinánddal a gyulafehérvári békét. Ennek értelmében 1551. július 21-én Tordán Izabella a koronát is átadta Ferdinánd megbízottjának, Giovanni Battista Castaldónak. Castaldo erről az eseményről nagy örömmel számolt be aznap kelt jelentésében az uralkodójának, mert előző napi levelében még azt kellett jelentenie, hogy Izabella, a korábbiakhoz hasonlóan, csak ígérgette a korona átadását. Bethlen Farkas a 17. század végén ezt – a későbbi fejlemények ismeretében – kissé másképpen adja elő. Eszerint az eseményre Kolozsvárt került sor a Szent Mihály-templomban, és Izabella egyúttal könnyek között megjósolta a jelenlévő magyar uraknak, hogy a korona többet nem kerül „véretekből való” uralkodó fejére. Castaldo a koronát Dobó Domokos, somlyai Báthori András és bedegi Nyári Lőrinc főurakkal, több száz fegyveres kíséretében, Kassára küldte, ahol átadták azt Serédi György felső-magyarországi főkapitánynak. Tőle Sforza-Pallavicini herceg, a bécsi Hadi Tanács tagja vette át és vitte a koronát a bányavárosokon át Pozsonyba, majd Bécsbe.
Egy korabeli lengyel krónika szerint Izabella levette a koronán lévő keresztet fia számára, valamint később elkészíttette a korona mását, az úgynevezett lengyelországi Magyar koronát is, ami aztán sokáig a lengyel kincstárban volt.
A Szent Koronát Ferdinánd ettől kezdve állandó jelleggel a Hofburgban őriztette, koronaőröket pedig nem neveztek ki. Csak a koronázásokkor, így Miksa, majd Rudolf királlyá avatásakor szállították át Pozsonyba, ahol ettől kezdve a magyar királyok koronázása történt.
Rudolf hamarosan áthelyezte székhelyét kedvenc városába, Prágába, és oda vitette a koronát is. Nagyrészt az ő önkényeskedő politikája váltotta ki Bocskai István felkelését 1606-ban. Bocskai egyébként kapott egy koronát a törököktől is, de nem volt hajlandó királlyá koronáztatni magát. Ehelyett fő követelései közé emelte a Szent Korona Magyarországra hozatalát, amire a bécsi békében Rudolf ígéretet is tett. Bocskai azonban hamarosan meghalt, a bécsi békét pedig Rudolf, akin egyre inkább elhatalmasodott az elmebaj, nem tartotta meg. Hamarosan azonban a környezete is ellene fordult, és 1608-ban kénytelen volt lemondani öccse, Mátyás javára. A lemondási ceremóniák között kiemelt helyet kapott a Szent Korona átadása 1608. június 7-én, amikor azt a Vencel-templomból nagy díszmenetben átszállították Prága utcáin át a II. Mátyásnak a városon kívül állomásozó, nagyrészt magyar csapatokból álló seregeihez.
Mátyás megkoronázásáig magánál, Bécsben tartotta a koronát, és javításokat is végeztetett rajta. Kicseréltette azt a repedt zafírt, amelyről Pálóczi László országbíró Hunyadi Mátyás megbízásából Bécsújhelyen azonosította a koronát. Kijavíttatta a koronázási palástot is, új bélést varratott bele. Ekkor készült a koronaékszerek őrzésére, tárolására szolgáló vasláda is.
A koronázás előtti országgyűlési tárgyalásokon megegyezés született arról is, hogy a koronát ezentúl Pozsonyban őrzik. A már megkoronázott király által kijelölt négy személy közül az országgyűlés Pálffy István gróf pozsonyi és Révay Péter báró túróci főispánt választotta meg koronaőrnek. Újra szabályozták a koronaőrök kötelességeit, akik ekkor tették le a később hagyományossá vált koronaőri esküt is. Törvényben rendezték a koronaőrség helyzetét, fizetésükről a király és az ország közösen gondoskodott. A király kívánságára az őrség egyharmada német lett.
A két koronaőr közül Révay Péter foglalkozott szorgalmasabban a korona ügyeivel, őrzésével, ez különösen Bethlen Gábor erdélyi fejedelem 1619 őszén indult felkelése idején vált fontossá. Révay ennek hírére azonnal Pozsonyba utazott, és a háború végéig állandóan a korona mellett maradt. Megmaradt a Habsburgok hűségén, de fő kötelességének a korona biztonságát tekintette. Bethlen birtokba vette a pozsonyi várat, de a koronát őrző bástyát Révay parancsnoksága alatt hagyta, csak az őrség német tagjait bocsáttatta el vele. Amikor Bethlennek vissza kellett vonulnia, a koronát magával vitte, de továbbra is Révay őrizete alatt. Amikor Bethlent a magyar országgyűlés királlyá választotta, Révay lemondott a koronaőri tisztségéről, de ezt Bethlen – aki egyébként nem koronáztatta meg magát – nem fogadta el. A koronát Zólyomba, majd Kassára, végül az ecsedi várba szállították.
A Királyi Szent Korona is vala az Ecsedi Várban mert Betlen Gábor Poson Városát meg hóditván 1619ik esztendőben azt magával Ecsedre vitte vala
A nikolsburgi béke értelmében Bethlen lemondott királyi címéről és a koronát Kassán átadta a Habsburgoknak. Révay, betegen, a visszaúton is elkísérte a koronát, de Trencsénben meghalt. A korona végül visszakerült Pozsonyba, ezután egyenlő számú magyar és német őrség vigyázott rá.
Révay Péter nemcsak őrizte a koronát, hanem foglalkoztatta őt a korona eredetének kérdése is. Ő volt az első, aki bizonyos tudományos igénnyel fogott hozzá a királyi fejék tanulmányozásához. Első könyve 1613-ban jelent meg, majd a Bethlen-felkelés évei alatt ezt átdolgozta és kibővítette. A magyar államról és a magyar szent koronáról című nagy műve azonban csak 1659-ben jelent meg.
Révay a koronát – az általa is említett görög feliratok ellenére – teljes egészében Szent István-i eredetűnek tartja. A korona sorsának minden fordulatában Isten kezét látja. Felfogásában a koronához méltó királyok dicsőséget szereznek, a méltatlanok elbuknak. Tovább hangsúlyozza a Werbőczy által kidolgozott Szent Korona-tan fő elveit: akié a korona, azé az ország.
Révay nem riadt vissza attól, hogy az általa a végtelenségig szeretett és tisztelt koronát a valóságon túl is idealizálja. Hajlamos volt elszakadni a tényektől, talán azért is, mert abban a korban a koronát csak a koronázáskor láthatta a „nép”, azaz a királyhoz fizikailag is közel álló néhány nagyúr. Ez magyarázhatja azt a rajzot is, amit könyvéhez készített, és ami egészében és részleteiben számos ponton eltér a korona valóságos képétől. Különösen sok gondot okozott a későbbi tudományos kutatásban az az állítása, hogy a korona hátsó részén az abroncs felett – Krisztusnak a homlokrészen elhelyezkedő képével átellenben – Szűz Mária képe helyezkedik el (a valóságban ott Dukász Mihály képe van).
A korona Bethlen Gábor felkelésének bukása után, 1622-től 1644-ig, I. Rákóczi Györgynek a Habsburgok elleni támadásáig nyugalomban volt Pozsonyban. A veszély hiánya azzal is járt, hogy a koronaőröket nem becsülték meg, alig kaptak fizetést. Fennmaradt 1637-ből egy levelük a feletteseikhez, amelyben alázatosan könyörögnek némi fizetségért, „az magyarországi korona mellett lévő és vigyázó szegény legények” aláírással, de a pénztáros nem talált „forrást” a járandóságuk kifizetésére.
1644-ben egy ideig Győrött őrizték a koronát, majd 1647-ben, IV. Ferdinánd megkoronázásakor is onnan szállították Pozsonyba, mert az osztrák stratégák szerint az erős győri várban nagyobb biztonságban volt I. Rákóczi György csapataival szemben.
1683-ban Bécs utolsó török ostroma előtt Pozsony is beleesett a hadműveleti területbe, ezért a koronát onnan előbb Bécsbe, majd Linzbe, végül Passauba menekítették. A török veresége után visszaszállították azt Pozsonyba.
Korabeli feljegyzések szerint, miként Bethlen Gábor támadásait is a pozsonyi vár tornyába csapó villám előzte meg, 1703-ban, a Rákóczi-szabadságharc kezdetekor is villám vágott a korona otthonát adó pozsonyi vártoronyba. Nagyobb tűz is keletkezett. A koronát Bécsbe szállították, s csak 1711 után került vissza. A magyar rendek időközben az 1707-es ónodi országgyűlésen ki is mondták a Habsburgok trónfosztását, a hagyomány szerint Bercsényi Miklós szavaival: „Eb ura fakó, József nem királyunk többé”.

### II. József – a korona Bécsben, majd Budán

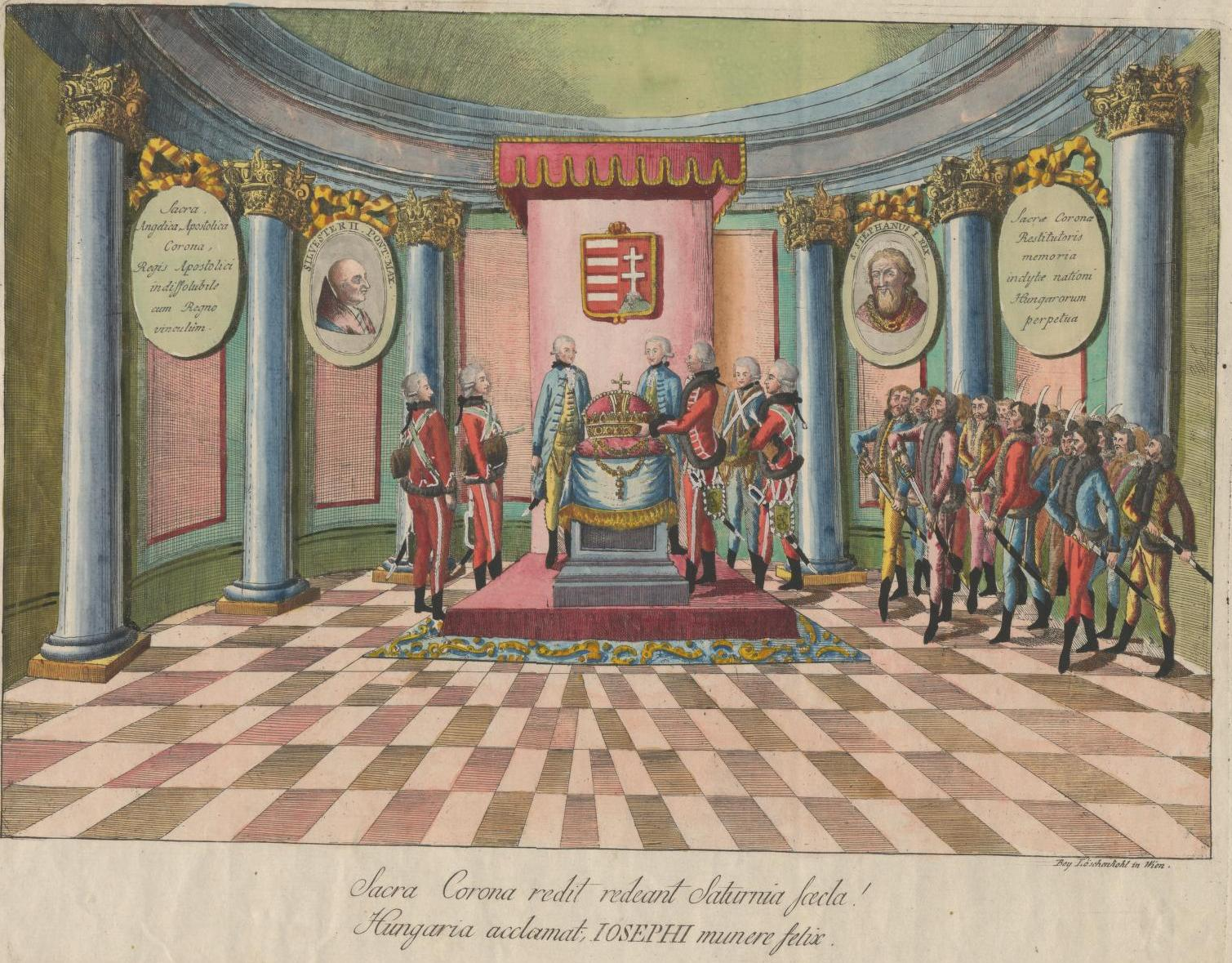
1784. április 13. II. József rendeletére Bécsbe érkezik a Szent Korona

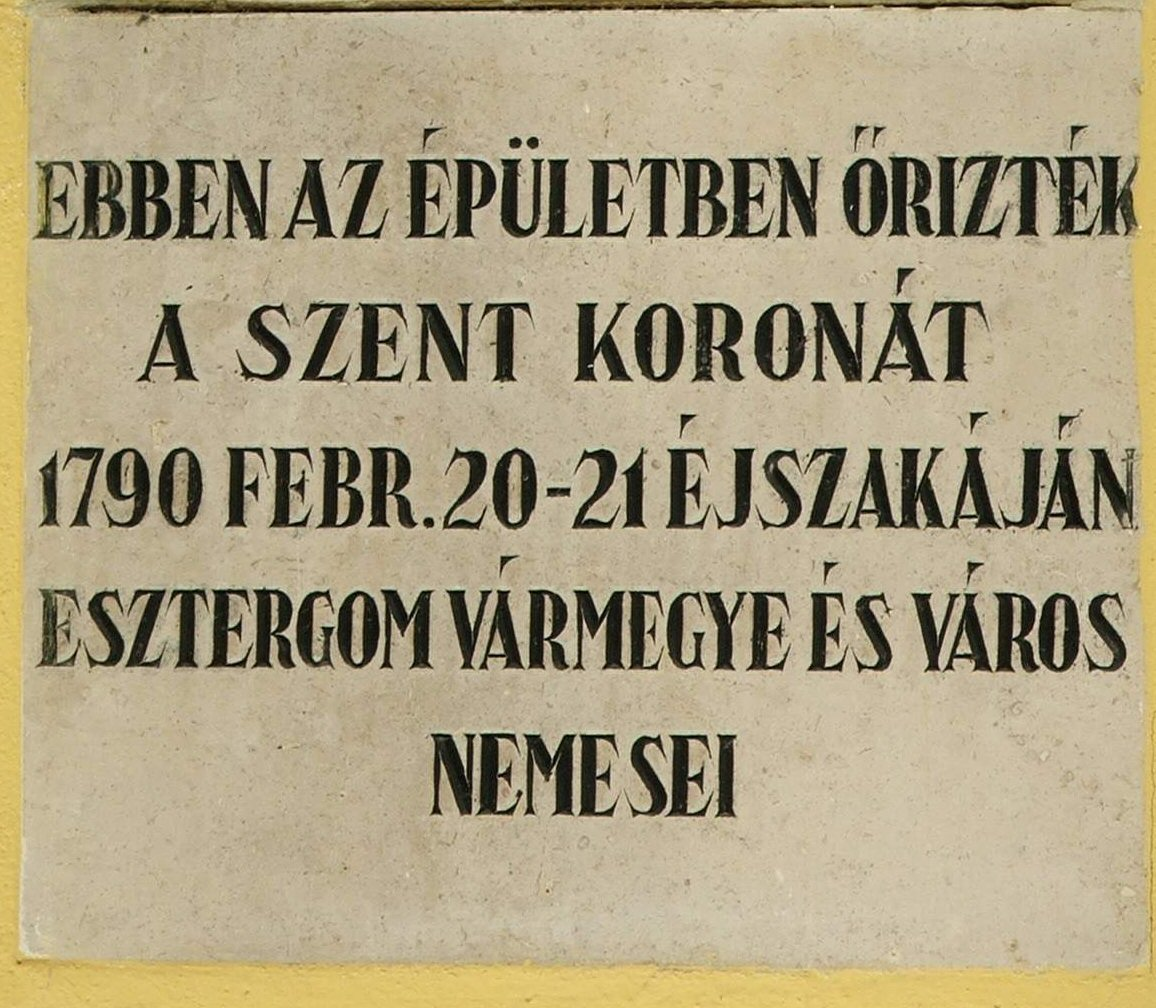
Esztergomban a koronát a mai Duna Múzeumnak otthont adó épületben őrizték a város és a vármegye nemesei

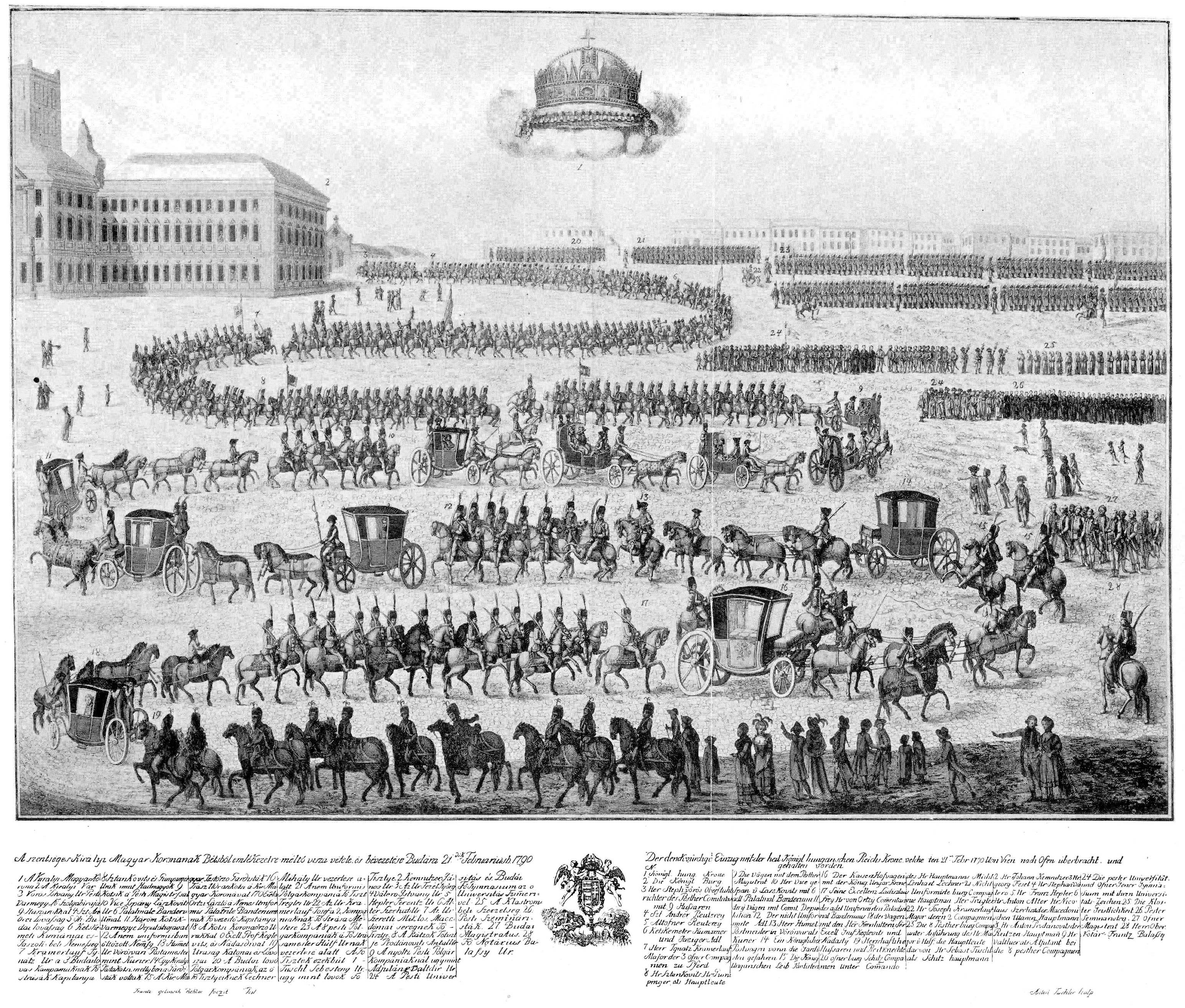
A magyar Szent Korona megérkezése Budára 1790 február 21-én

II. József trónra lépése után nem koronáztatta meg magát, hogy a koronázási esküvel ne kösse meg kezét a tervezett reformjait illetően. Sőt, a koronát hagyományos őrzési helyéről, Pozsonyból átszállíttatta Bécsbe, ahol mint múzeumi tárgyat a császári kincstárban raktározták el, hasonlóan II. József más országai koronáihoz. Amikor a két leköszönő koronaőr átadta őket a király főkamarásának, jegyzőkönyv készült a koronával együtt őrzött értékekről:

- 1. Az ország Szent Koronája, amelynek keresztje egyik oldalra elnyomódott. Fekete őrző tékában, illetve szekrényben.
- 2. Királyi jogar, amelyről egy aranygömb egy arany láncdarabbal levált, és papírban a jogar tékájában őriztetik.
- 3. Arany alma.
- 4. Szent István kardja.
- 5. Egy pár aranyselyem fehér papucs (beledugva egy másik pár).
- 6. Királyi palást.
- 7. Három vörös selyempárna.
- 8. Vörös tafota harisnya.

II. József, halála közeledtét érezve, lemondott kudarcos reformjairól, és egyúttal a koronát is Budára szállíttatta. A korona hazahozatala a magyar nemzeti felbuzdulás diadalmenetévé vált. Számos költőnk énekelte meg a nagy eseményt, így Péczeli József, Virág Benedek, Ányos Pál. A még újdonságszámba menő magyar nyomtatott sajtó lelkesen üdvözölte, az ország lakossága hatalmas ünneplésben részesítette a koronát. A helytartótanács a megyékkel előre közölte a menet útvonalát és a lebonyolítás rendjét. 1790. február 17-én átadták a két koronaőrnek a koronát, s másnap Bécsből elindult a főurak és testőrök alkotta menet. Először Köpcsényben, Esterházy herceg kastélyában, majd a győri püspöki rezidencián szálltak meg. Február 20-án Esztergomba jutottak. A korona másnap, a II. József halálát követő napon érkezett Budára.
Az úton végig felsorakozott a környék lakossága, a nemesek és polgárok nemzeti díszöltözetben vonultak ki. Gróf Forgách Miklós „százig való” lovas díszőrségével végig kísérte az ereklyét. Magyar zene szólt, magyar táncokat jártak, mindenfelé ünnepi beszédek hangzottak el, éltették a magyar szabadságot. Esztergom határában például 300 fehér ruhás lány fogadta gyertyával a kézben az este érkező koronát. Több templomban is kiállították a fejéket, és ünnepi istentiszteletet tartottak. Még Horvátországból is érkeztek lovasok a korona kíséretére. A budai várban az ország legelőkelőbb urai várták, élükön a bíboros prímással. Az országbíró mondott üdvözlő beszédet.
A Város Házánál 50 tseber fejér és veres bor folyt muzsikaszó alatt, és 1000 tzipót osztogattak ki a népnek.
A koronát három napra közszemlére állították: ekkor nyílt alkalmuk a keletkezésével foglalkozó tudósoknak is arra, hogy közelebbről megnézzék.
II. Lipót megkoronázására még Bécsben került sor, de a koronát 1790-től Budán őrizték az 1790:6 törvénycikk értelmében. A napóleoni háborúk idején azonban a koronát újra menekíteni kellett a támadók elől. 1805 végén négy hónapra Munkácsra vitte Splényi József báró koronaőr a koronaőrség élén. Márciusban szállították vissza Budára, ekkor az út mentén a nép spontán ünneplésben részesítette a Szent Koronát. 1809-ben, Napóleon újabb támadása idején a koronát egy ideig Egerben őrizték, ahol I. Ferenc családja is tartózkodott.

### Az 1848-as forradalom idején

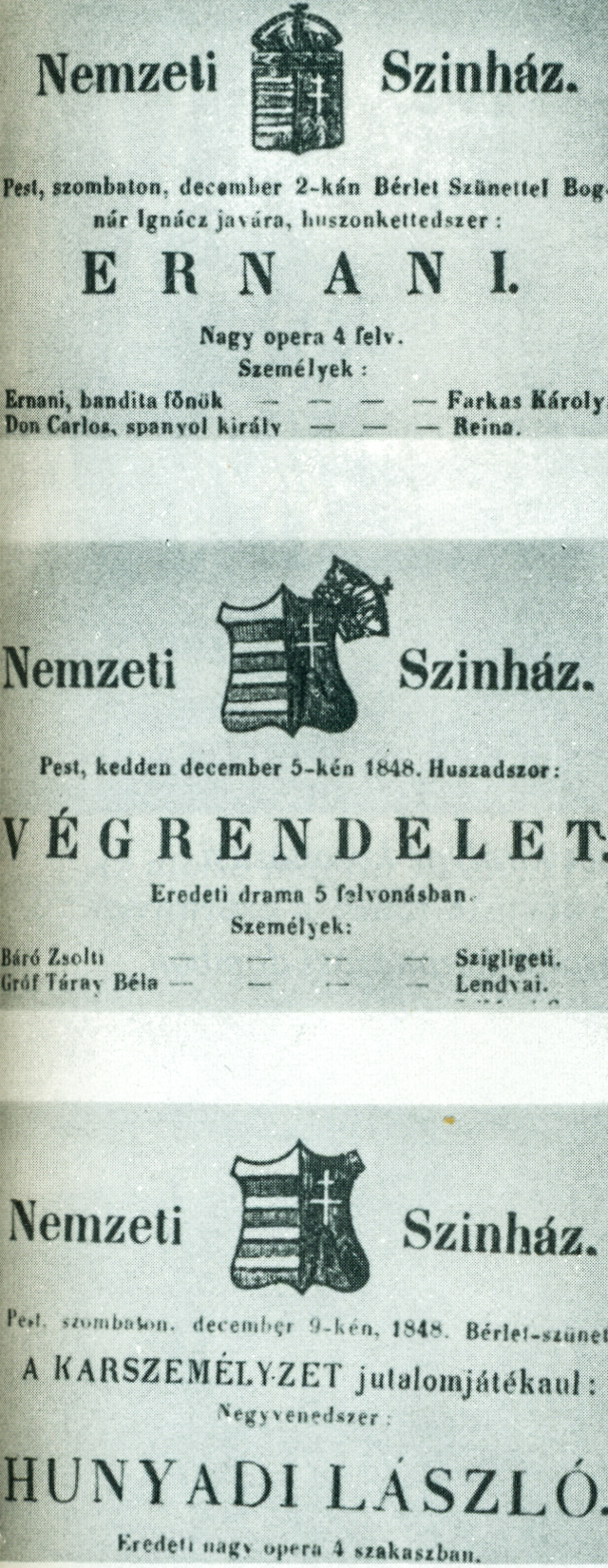
1848 – a császári elnyomást szimbolizáló korona lekerül a magyar címerről

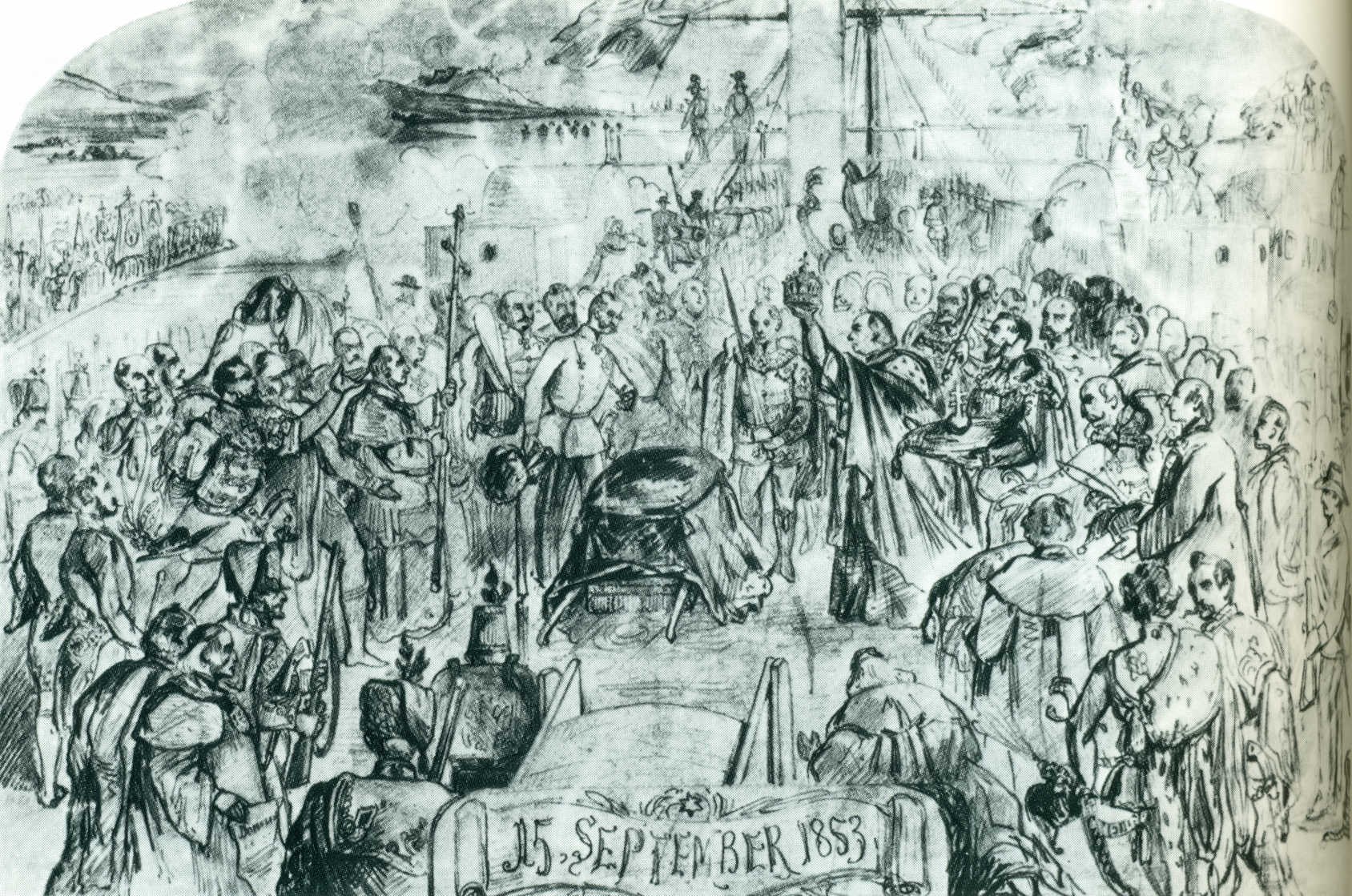
A korona azonosítása az Erzherzog Albrecht hajó fedélzetén, Budafokon

1848. szeptember 22-én, Jellasics támadása idején István főherceg, nádor, Bécsbe szökött. Pest-Budán az a hír terjedt el, hogy a koronát is magával vitte, ezért decemberben az országgyűlés 12 képviselője testületileg ellenőrizte a korona meglétét, és ennek kedvező eredményét közhírré tették.
Ferenc József trónra lépését a magyar országgyűlés nem fogadta el. Windischgraetz e miatti támadásakor ki kellett üríteni Pest-Budát, ezért 1848. december 30-án Kossuth Lajos, a Országos Honvédelmi Bizottmány elnöke, Magyarország kormányzója nyílt rendeletet intézett Bónis Sámuel képviselőhöz, amelyben mint országos biztost megbízta, hogy a koronát budai őrzési helyéről szállíttassa Debrecenbe, ahová a kormány is költözik.
Az ellenség közeledvén a főváros felé… a kormány kötelességének tartja a koronát minden esetre biztosítani. Ennélfogva képviselő úr ezennel kirendeltetik, s kötelességévé tétetik Ürményi Ferenc koronaőr őexcellenciáját azonnal felszólítani, hogy az országos biztos úrral együtt s egyetértőleg az ország szent koronáját s egyéb koronázási insigniáit (jelvényeit) azonnal a koronaőrségből még itt lévő legénység őrizte mellett egyelőre Debrecenbe… elszállítani.
A koronát ládájával egy üveges hintóban szállították át a még nem teljesen kész Lánchídon, ideiglenes pallókon. Így a Szent Korona kocsija kelt át először a hídon, a gyalogosokon kívül. A ládát vonattal szállították Szolnokig, majd onnan szekéren tovább vitték a debreceni városházára.
1849. április 19-én a debreceni országgyűlés kimondta a Habsburg-ház trónfosztását, és egyúttal megtiltották a királyság jelvényeinek nyilvános használatát. Május 21-én a honvédség visszafoglalta a budai várat, június 5-én a kormány – a koronával együtt – visszaköltözött a fővárosba. De júliusban már újra menekülni kellett. Szemere Bertalan miniszterelnök döntött úgy, hogy a koronát magával viszi. A ládát ezután Szegedre, Nagyváradra, Aradra menekítették. Szemere ellenőrizte is a láda tartalmát, és a koronát ez alkalommal a fejére is próbálta. Részletes visszaemlékezéseiben azt is megállapította, hogy nagysága miatt „e föveg nem emberi fejre való”.
A temesvári csata után, augusztus 11-én Kossuth megint úgy nyilatkozott, hogy nem érdemes tovább szállítani a koronát. Szemere volt, az, aki későbbi politikai alkukra gondolva a továbbvitel mellett döntött. Lugoson, Karánsebesen is el akarták rejteni, de nem volt alkalmas erre a hely és az idő. Orsován Batthyány Kázmér külügyminiszter Szemere kérdésére elkeseredettségében azt javasolta, hogy törje össze a koronát, vagy dobja a Dunába. Szemere azonban három megbízható munkatársával több kísérlet után augusztus 23-án egy füzesben elásta a ládát. A rejtekhelyről Batthyányt és annak munkatársát, valamint Kossuthot is tájékoztatták, így arról összesen heten tudtak.

### Önkényuralom és kiegyezés
A császári hatóságok már közvetlenül a szabadságharc leverése után keresni kezdték a koronát, nem azért, mert koronázásra gondoltak, hanem a Szent Korona magyar kézben maradása támogathatta volna a további magyar ellenállást. Orsováig hamarosan eljutottak, de ott nem találtak további nyomra. 1852-ben újra hírek terjedtek a közvéleményben arról, hogy a korona Kossuthnál van, Londonban. Ekkor vetette be Johann Kempen rendőrtábornok, belügyminiszter egyik magyar kémét, Wargha Istvánt, hogy Londonban szerezzen információkat a koronáról. Wargha révén aztán végül sikerült is megtalálni a koronát, de az homályban maradt, hogy pontosan kitől szerezte meg a korona helyének a leírását.
A korona vasládája 1853. szeptember 8-án került elő; az orsovai katonai parancsnokságon azonnal feltörték. Legfelül a koronázási palást volt, átázva, kifakulva. A magyar koronázási kardot szinte megette a rozsda. A korona bőrtokját elrothasztotta a talajvíz. A saruk, a harisnyák és néhány régi okirat teljesen szétmállva töltötte ki a láda alját. Ebből a masszából került elő a korona két letört rubinköve, az egyik függő és az országalmáról letörött aranykereszt.
A helyi lakosságnak megengedték, hogy megnézzék a híres tárgyat, majd azt az Erzherzog Albrecht gőzös fedélzetére szállították, és négy nap alatt Budára vitték. A promontori kikötőben Habsburg–Tescheni Albert főherceg, Scitovszky János prímás, Esterházy Pál Antal herceg, valamint több más gróf és püspök fogadta. Megvizsgálták a tárgyakat, megállapították azonosságát. Másnap a ládát nagy ünnepélyességgel felszállították a budai várba. Ott három napig közszemlén volt, majd Bécsbe szállították, és ott is ünnepélyesen fogadták. Ferenc József azonban hamarosan visszaszállíttatta Budára. Ezt követően a második világháború utolsó időszakáig a budai várban őrizték.
Az 1867-es kiegyezés után az országgyűlés ismét koronaőröket választott Károlyi György gróf és Vay Miklós báró személyében. Ferenc József 1867. március 21-én megtekintette a koronát, és utasítást adott a szükséges javítások elvégzésére. Sajnos, Müller Lajos ékszerész az egyik szükséges rögzítést szakszerűtlenül, ónnal végezte el, ami ma is veszélyezteti a korona állagát.
Ferenc József megkoronázása előtt a koronáról és a koronázási jelvényekről jegyzőkönyvet készítettek. Eszerint a „palást olyan rossz állapotban létezett, hogy Klein divatárusnő, illetőleg hímzőnő, annak kijavításával ötödmagával tizennégy napig működött”. Az országalmáról a jegyzőkönyv a következőket írja: „Az úgynevezett aranyalma tetején duplakereszt létezik, közönséges sárgarézből készítve, üres golyóbist képez, amelyről a régi aranyozás már tökéletesen le lévén kopva, újólag valánk kénytelenek Müller aranyműves által galván módjára bearanyoztatni.” A koronázási kardról a jegyzőkönyv a következőket rögzíti: „Régi időkben egészen bearanyozva lehetett, most azonban csak itt-ott látszik az aranyozás. A hüvelye, amely már később idők műve, gránátpiros bársonnyal lévén bevonva, az idők viszontagságai által hasznavehetetlenné válván, egy más hüvelyt, ugyancsak gránátszín bársonnyal bevonva Szikrai Adolf pesti kardműves által készíttettünk.” A koronázási lábbelikről és harisnyákról a jegyzőkönyv csak megismétli az 1853-as megállapítást, hogy azok teljesen hasznavehetetlenek.
Ezután a korona tizenhárom évig a budai várban pihent vasládájában. 1880-ban Ferenc József engedélyezte a tudományos vizsgálatát. A koronát nagy ünnepélyességgel, az ország előkelői jelenlétében vették elő őrző helyéről, és Ipolyi Arnold vezetésével egy akadémiai bizottság vizsgálta meg. A vizsgálat csak szemrevételezéssel történhetett, a koronához érni nem volt szabad. Közben meglátogatta a tudósokat a király, majd Rudolf trónörökös is. A vizsgálat megállapította, hogy a korábbi leírások és ábrázolások „kellő műszaki és műtörténeti ismeret hiányában, alig tükrözik a valóságot”.
A millenniumi ünnepségek idején, 1896-ban kiállították a koronát, hogy a magyar és a külföldi közönség is megtekinthesse. 1898-ban III. Béla király és felesége hamvait, amiket 1848-ban találtak meg, a Mátyás-templomban helyezték el, és ebből az alkalomból a magyar királyi fejéket újra közszemlére tették. 1890-tól a Szent Koronát a királyi palota e célra épített új páncéltermében helyezték el.

## A 20. században

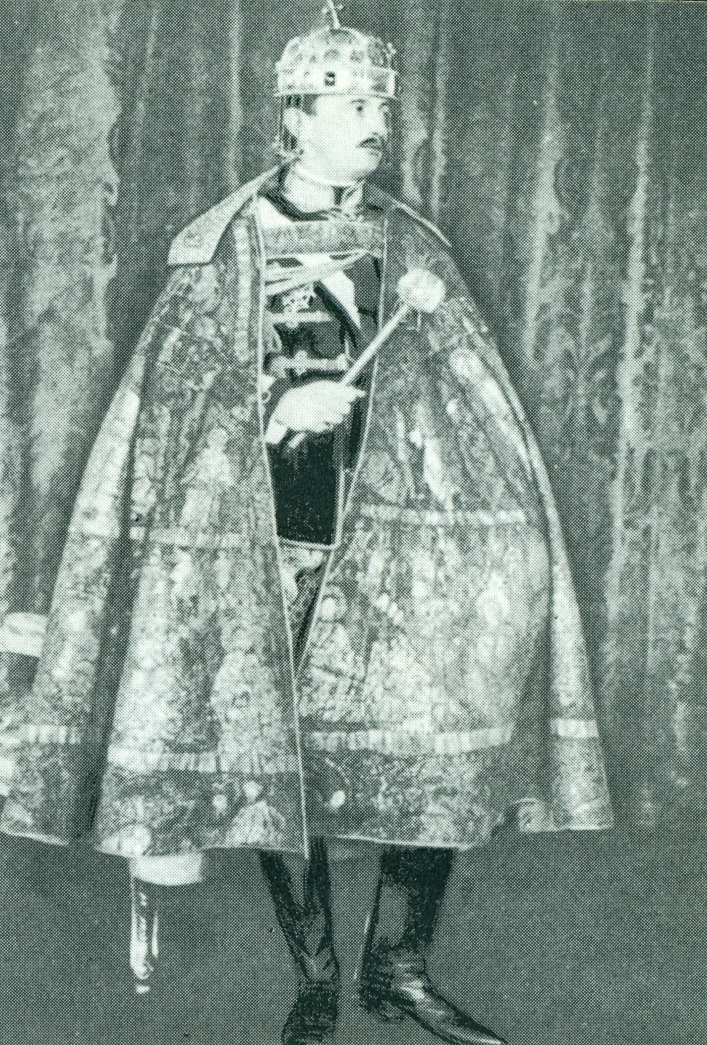
IV. Károly fotója a koronával és a palásttal

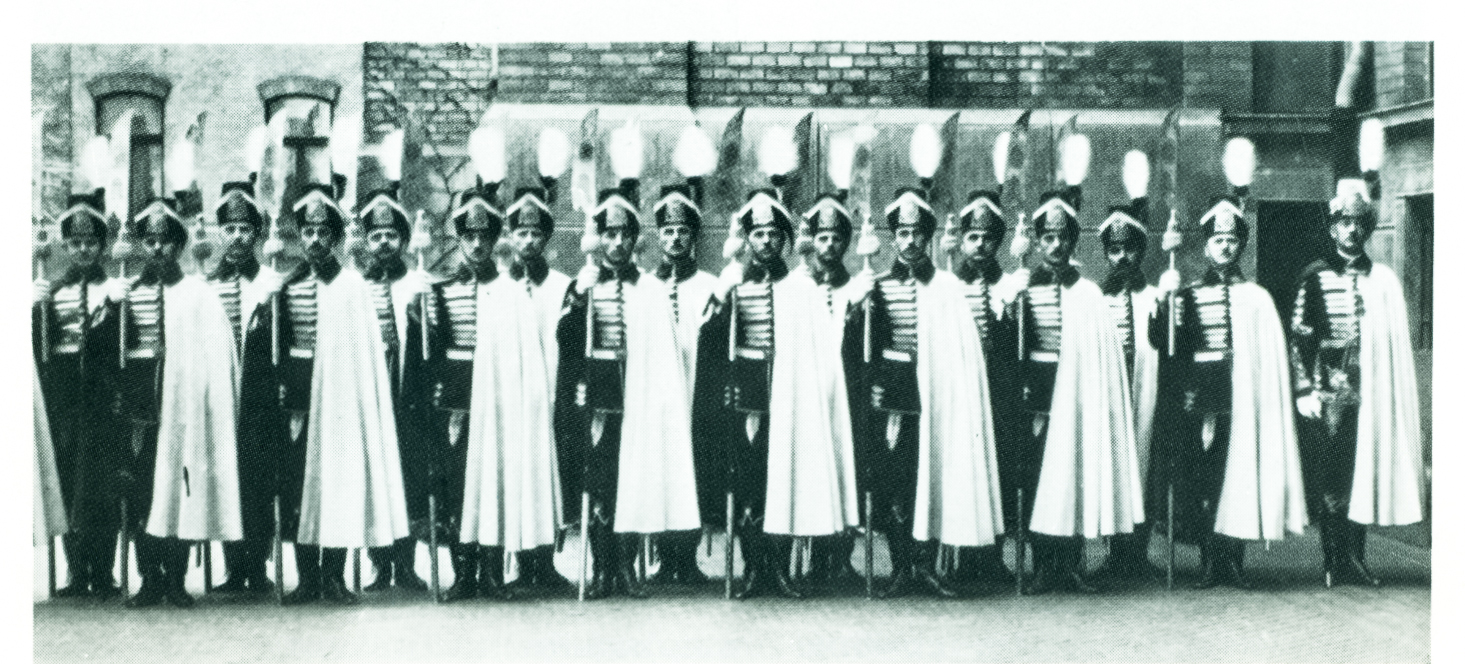
A koronaőrség díszöltözetben az 1930-as években

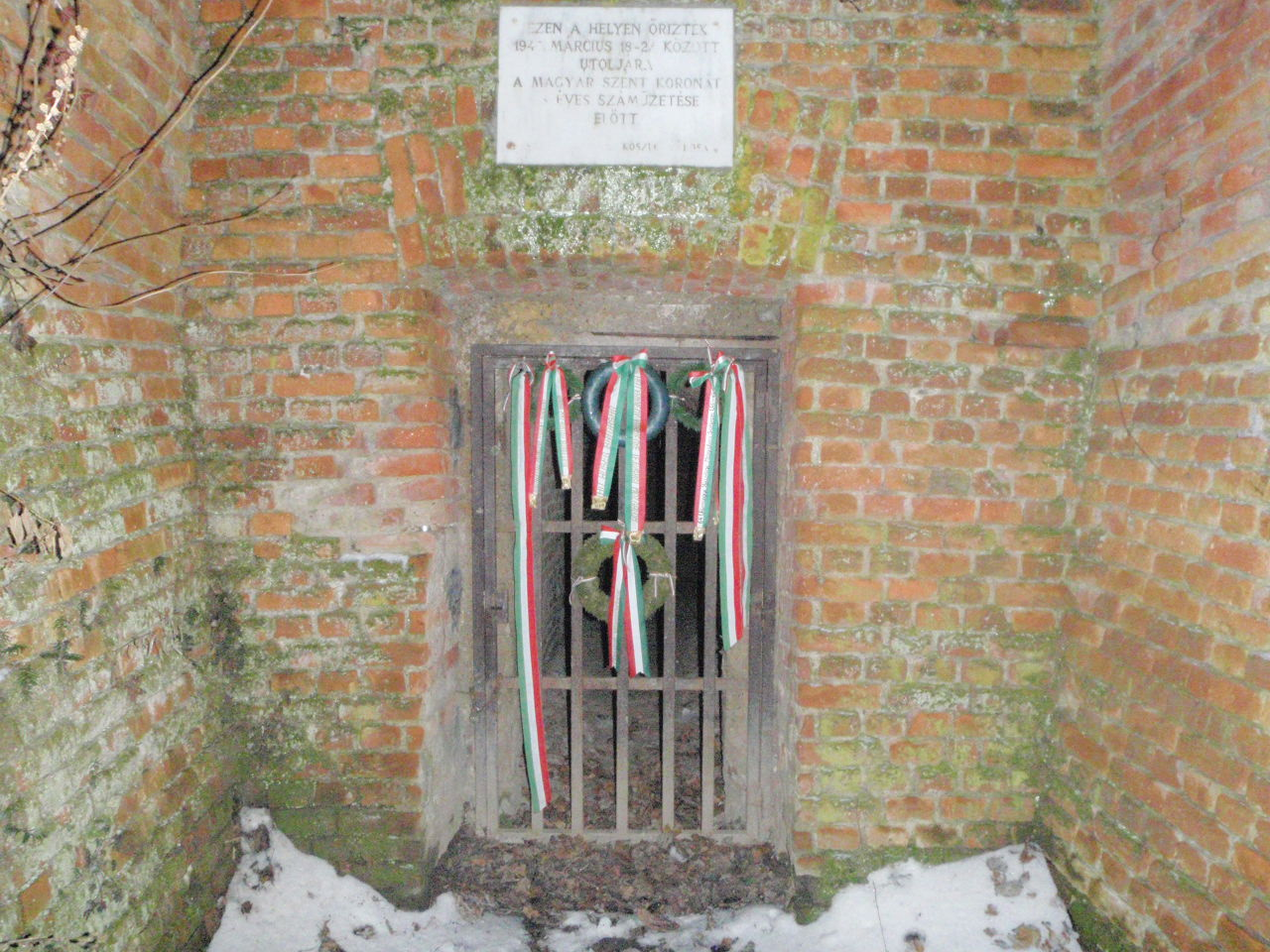
Kőszeg, Kálvária utca, a Szent Korona egyik rejtekhelye (1945. március 18–27.)

1916. december 30-án koronázták meg Budapesten az utolsó magyar királyt, IV. Károlyt és feleségét, Zita Bourbon–pármai hercegnőt. A koronázók Csernoch János esztergomi érsek és gróf Tisza István voltak. 1918 novemberében Károly lemondott trónjáról, Magyarország köztársaság lett. 1919 végén, a Tanácsköztársaság bukása után azonban visszaállították a királyság államformáját, de királyt nem választottak, Horthy Miklós kormányzóként volt az állam feje. A monarchikus államforma hangsúlyozására azonban előtérbe állították a Szent Korona szerepét.

### A koronaőrség feladatairól szóló törvény
A későbbiekben az 1928. évi XXV. törvénycikk rendelkezett a koronaőrség feladatairól és jogállásáról. Ez oldotta meg azt a feladatot, hogy a koronázási ékszerek és jelképek őrzését a legutolsó, 1790. évi 6 törvénycikk után összhangba hozza polgári kormányzás, a miniszteri felelősség elvével. A törvény így kimondta, hogy „a minisztérium hatóságát a magyar királyi miniszterelnök érvényesíti”. A páncélterem és a koronázási láda hármas zárrendszerének egy-egy kulcsa a két koronaőrnél, a harmadik a miniszterelnöknél volt letétben.

### Szent István-emlékkönyv
1938-ban, I. István halálának 900. évfordulóján három kötetes Szent István-emlékkönyvet adtak ki, Serédi Jusztinián hercegprímás főszerkesztésével. A koronázási jelvényekről író szerzők ennek kapcsán megtekinthették a koronát, két alkalommal, két-két óra időtartamban, de annak érintése nélkül, amint arról László Gyula professzor később beszámolt.

### A korona története a II. világháború idején
Az ország német megszállása után Perényi Zsigmond báró és Radvánszky Albert báró koronaőrök kezdték keresni a lehetőségét annak, hogy a koronát biztonságba helyezzék a hadi cselekmények elől. Meglátogatták a pápai nunciatúrát is e célból, ahol Angelo Rotta készségesen befogadta volna a koronát, de Radvánszky feljegyzéseiben arról számol be, hogy az épületet nem találták elég biztonságosnak. Október 10-én, a fenyegető nyilas hatalomátvétel elől a két koronaőr Pajtás Ernő ezredessel, a koronaőrség parancsnokával és néhány beavatott beosztottjával kicsempészték az akkor már óvóhelyen őrzött ládából az ékszereket, és a várban elásták. A nyilaspuccs után Szálasi Ferenc mégis megtudta, hol van elásva a korona, kiásatta, és az előtt tette le „nemzetvezetői” esküjét, majd visszatétette a ládájába.
November 6-án Szálasi Veszprémbe, a Magyar Nemzeti Bank ottani sziklaóvóhelyére szállíttatta. A koronázási palástot állapota miatt Pannonhalmán helyezték el. A koronaőrök, Serédi hercegprímás és Mindszenty veszprémi püspök is azt javasolta, hogy a koronát és a koronaékszereket Pannonhalmán, a Nemzetközi Vöröskereszt védelme alatt álló bencés főapátság épületében kellene elhelyezni. Szálasi azonban ezt nem fogadta el, Radvánszky szerint azért, mert nem akarta a Habsburg-pártinak tartott klérus kezére juttatni a koronázási jelvényeket.
December elején a nyilasok a Szent Koronát Kőszegre vitették, ahol egy óvóhelyen őrizték. A koronaőrökkel ezt csak utólag közölték. Hiába követték vonaton a koronát, többé nem engedték a közelébe őket. A koronaőrök és Pajtás ezredes is tiltakoztak a korona külföldre szállításának terve ellen, de nem mondtak le, hogy ne könnyítsék meg ezzel is a nyilasok dolgát. A koronát januárban Velem községbe vitték, majd 1945. március 27-én elhagyta a Szent Korona Magyarország határát: az ausztriai Mariazellbe, majd a szomszédos Mattseebe szállították.
Pajtás Ernő koronaőr emlékezései szerint: „A front közeledése miatt április 26-ról 27-re virradó éjszaka felnyitottuk a nagy ládát és kivettük a Szent Koronát, a jogart és az országalmát. A kincsek eredeti bőrtokjukban nyugodtak (…) belehelyeztem őket egy kettévágott katonai benzines hordóba. A ládában csak a kardot hagytuk. (…) Egy sziklafal előtt… mély gödröt ástunk, beletettük a hordót és betemettük a helyet is, hogy az ásásnak semmi nyoma nem maradt. A sziklafal könnyen felismerhető volt.”
A koronaőrség tagjai fogságba esésük után átadták a ládát az amerikaiaknak. Szálasinak az volt a parancsa, hogy „halála esetén öt évig tartsák a korona hollétét titokban, és ha akkor nem nemzetiszocialisták kormányozzák Magyarországot, adják át a koronát megőrzésre a „Német Birodalom Führerének”.
Az amerikaiak csak később jutottak hozzá a láda kulcsaihoz. Amikor kiderült, hogy abban csak a kard van, Pajtás Ernőt felelősségre vonták, aki végül elmondta, ismeri a korona helyét, és meg is mutatta azt. Az olajoshordót kiásták, „abban vászonba csavarva a korona, amelynek belseje, bélése … már teljesen el volt rohadva”.

#### Augsburg, Frankfurt, USA
A korona és az ereklyék Augsburgból a frankfurti bank trezorjába kerültek, innen az Amerikai Egyesült Államokba vitték. A magyar kormány a későbbiekben többször szorgalmazta a korona visszaadását, de hiába. A hivatalos amerikai álláspont szerint „a koronát úgy tekintik, mint a magyar nép különleges helyzetben lévő tulajdonát, amely az Egyesült Államok hatóságainál van letétben”.

### A korona hazatérése
1951-től 1978-ig a koronát az USA Kentucky államában, a Fort Knox katonai támaszponton, az amerikai aranytartalékkal együtt őrizték. A Rákosi-rendszer ténykedése, majd az 1956-os forradalom és a prágai tavasz 1968-as leverése miatt fagyos amerikai–magyar viszony után csak a hetvenes évek elején, a javuló magyar-amerikai kapcsolatok keretében kerülhetett újra szóba a koronázási ékszerek visszaszolgáltatása. A témával kapcsolatos rendszeres maga-amerikai érintkezések sorában 1976 májusában az Amerikába látogató Szekér Gyula miniszterelnök-helyettes is ígéretet kapott Gerald Ford amerikai elnöktől a helyzet felülvizsgálatára. Az 1977 szeptemberében első alkalommal Magyarországra érkező Billy Graham amerikai baptista lelkész Haraszti Sándor baptista orvos-misszionárius és Almási Mihály (baptista lelkész) közbenjárására hazatérése után szintén bekapcsolódott a téma megvitatásába, egyeztetett a szintén baptista Jimmy Carter amerikai elnökkel, aki különben 2010-ben közzétett elnöki naplójának tanúbizonysága szerint már hivatalba lépésekor, 1977 elején a korona visszaszolgáltatása mellett döntött. A jobboldali magyar emigráció nagy részének hangos tiltakozása ellenére 1977. december 16-án megszületett az amerikai és a magyar kormány közös nyilatkozata a visszaszolgáltatásról. Ennek értelmében a Szent Koronát és a koronázási jelvényeket nem a fennálló rendszernek, hanem a magyar népnek adták vissza. Az amerikaiak azt is kikötötték, hogy a koronaékszereket nyilvánosan állítsák ki.
1978. január 5-én elnöki különgéppel érkezett Ferihegyre a korona, majd január 6-án az amerikai népet képviselő küldöttség – Cyrus Vance külügyminiszterrel az élén – ünnepélyesen átadta a Szent Koronát és a koronázási jelképeket Budapesten, az Országházban Apró Antalnak, az Országgyűlés akkori elnökének a magyar nép meghívott képviselői előtt. Az eseményen jelen volt a hazai kulturális élet számos ismert személyisége, köztük Illyés Gyula író, Varga Imre szobrász és Kocsis Zoltán zongoraművész. Az államvezetés részéről Lázár György miniszterelnök és helyettese, Aczél György volt még jelen. A korona hazatéréséről folytatott tárgyalásokon az a megegyezés született, hogy Kádár János nem lesz jelen a ceremónián. A koronát és a jelvényeket a minimálisan szükséges restaurálás után a Magyar Nemzeti Múzeumba vitték, és két évtizeden át ott állították ki.

## A rendszerváltozás után

A rendszerváltás után, 1990-ben az első jelentős parlamenti vitát az okozta, hogy a Kossuth-címert vagy a Szent Koronát is magába foglaló korábbi úgynevezett kiscímert használja-e az ország. A vita tétje az volt, hogy az 1848-as forradalmi-demokratikus hagyományokhoz vagy az ezeréves államiság jelképéhez kapcsolódjon-e inkább az új magyar demokrácia. Az ellenzék – az MSZP, az SZDSZ és a Fidesz – a Kossuth-címer mellett érvelt. Végül az Országgyűlés jobboldali, az MDF által vezetett többsége a koronás kiscímer mellett döntött 1990. július 3-án, az alkotmány módosításáról szóló 1990. évi XLIV. törvényben.
A Fidesz első kormánya idején, az államalapítás ezeréves évfordulója alkalmából, 1999. december 21-én az Országgyűlés elfogadta a Szent Koronáról szóló 2000. évi. I. törvényt, melynek értelmében a Szent Koronát 2000. január 1-jén ünnepélyes keretek között (a jogarral és az országalmával együtt) a Parlament kupolacsarnokába szállították át. A koronázási palást a Magyar Nemzeti Múzeumban maradt.
A millenniumi ünnepségek keretében 2001. augusztus 15-én, Nagyboldogasszony napján, a koronát hajón Esztergomba vitték, ahonnan – rövid tiszteletadás után – visszaszállították az Országházba.
A Fidesz – Magyar Polgári Szövetség második kormányzása idején az Országgyűlés 2010. december 20-án megalkotta a honvédelemről és a Magyar Honvédségről szóló 2004. évi CV. törvény módosítását. A módosítás értelmében ismét a Magyar Honvédség feladatai közé került a Szent Korona, valamint a hozzá tartozó koronázási jelvények – a palást kivételével – őrzése, fegyverhasználati joggal. A Honvéd Koronaőrség 2011. május 30-án tette le a koronaőr esküt és vette vissza a Szent Korona őrzését.

## A magyar koronázások és a Szent Korona története évszámokban

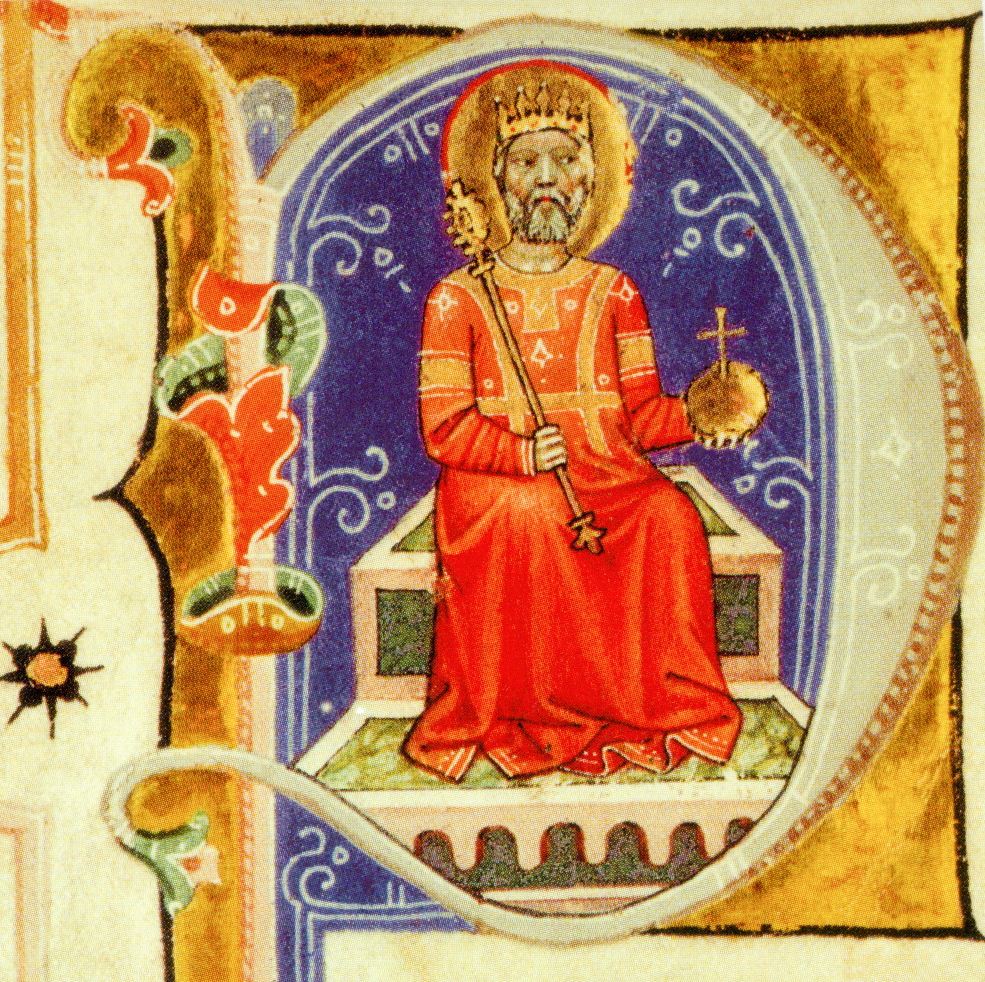
Szent István a Képes krónika miniatúráján

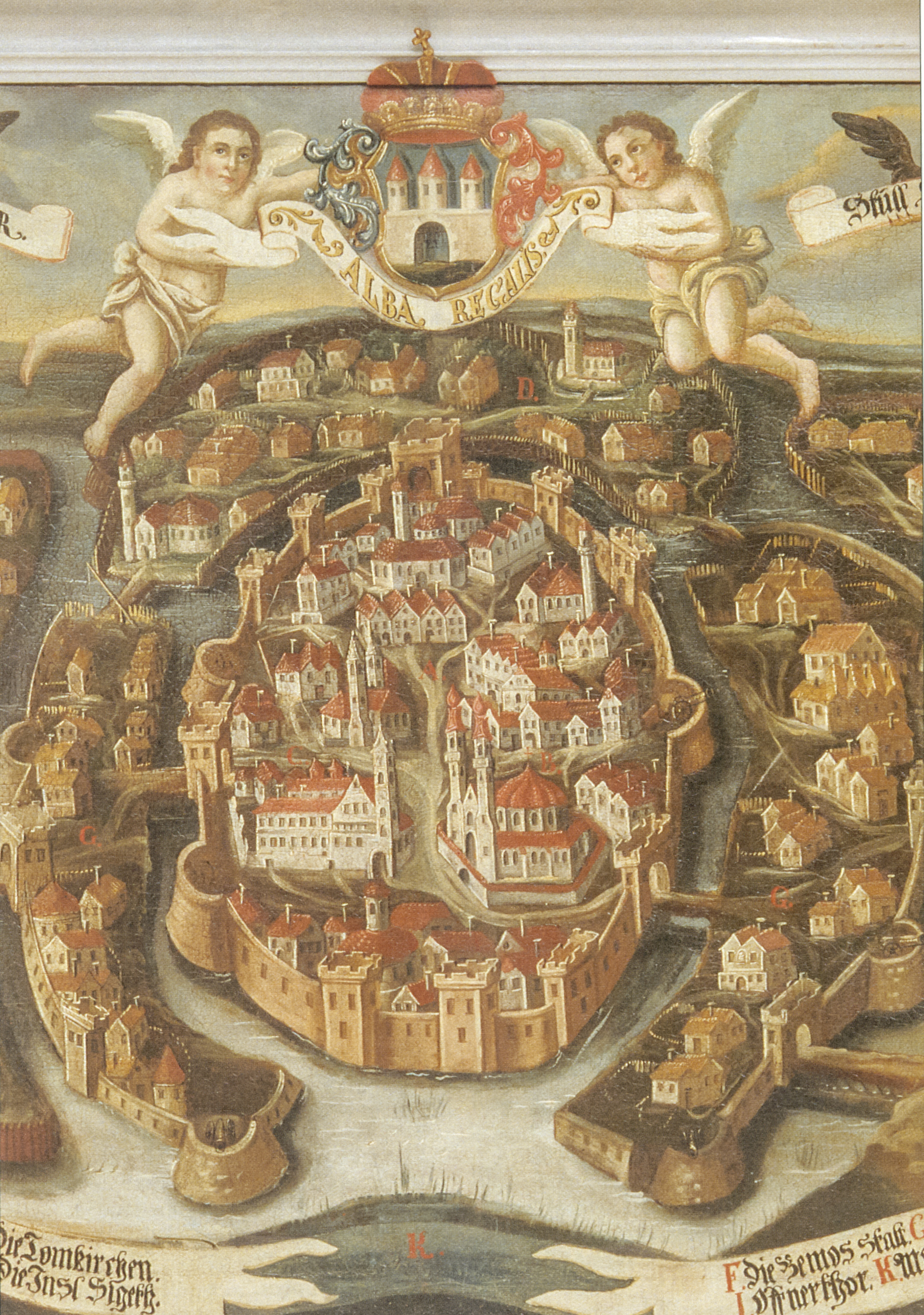
Székesfehérvár, koronázóváros a török hódításig

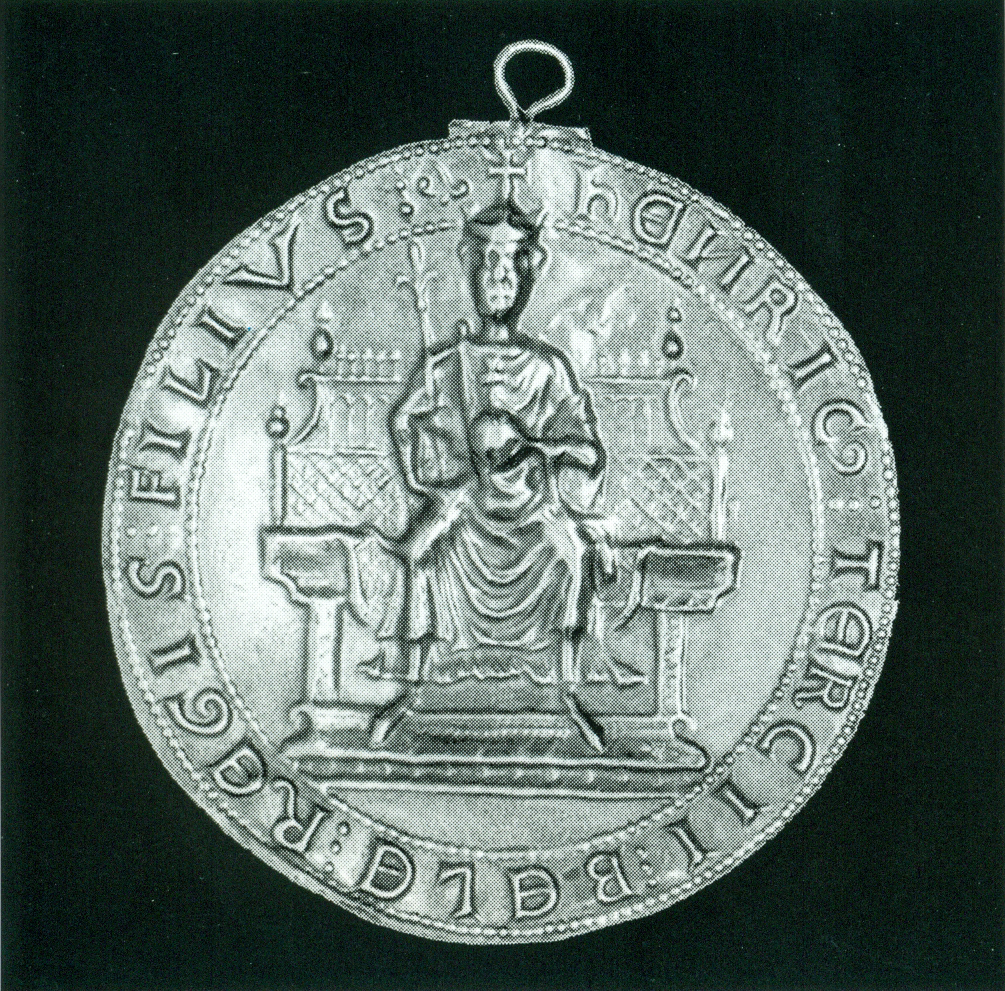
Imre király az országalmával

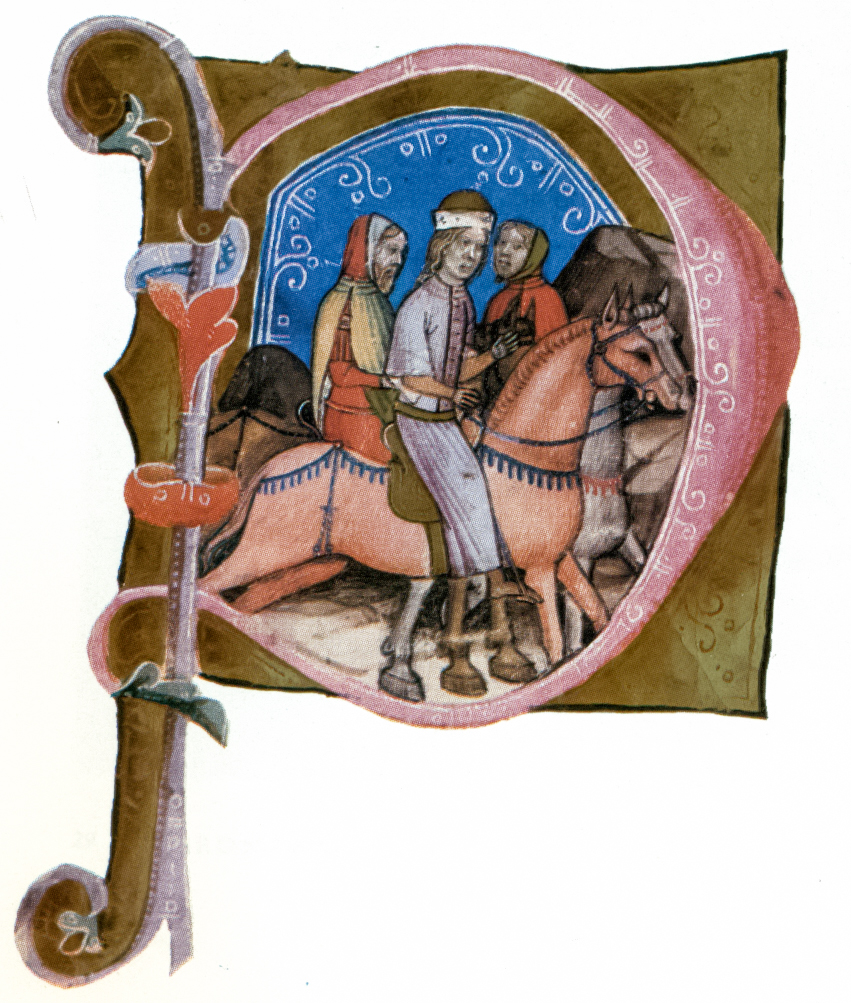
III. András bejövetele Magyarországra

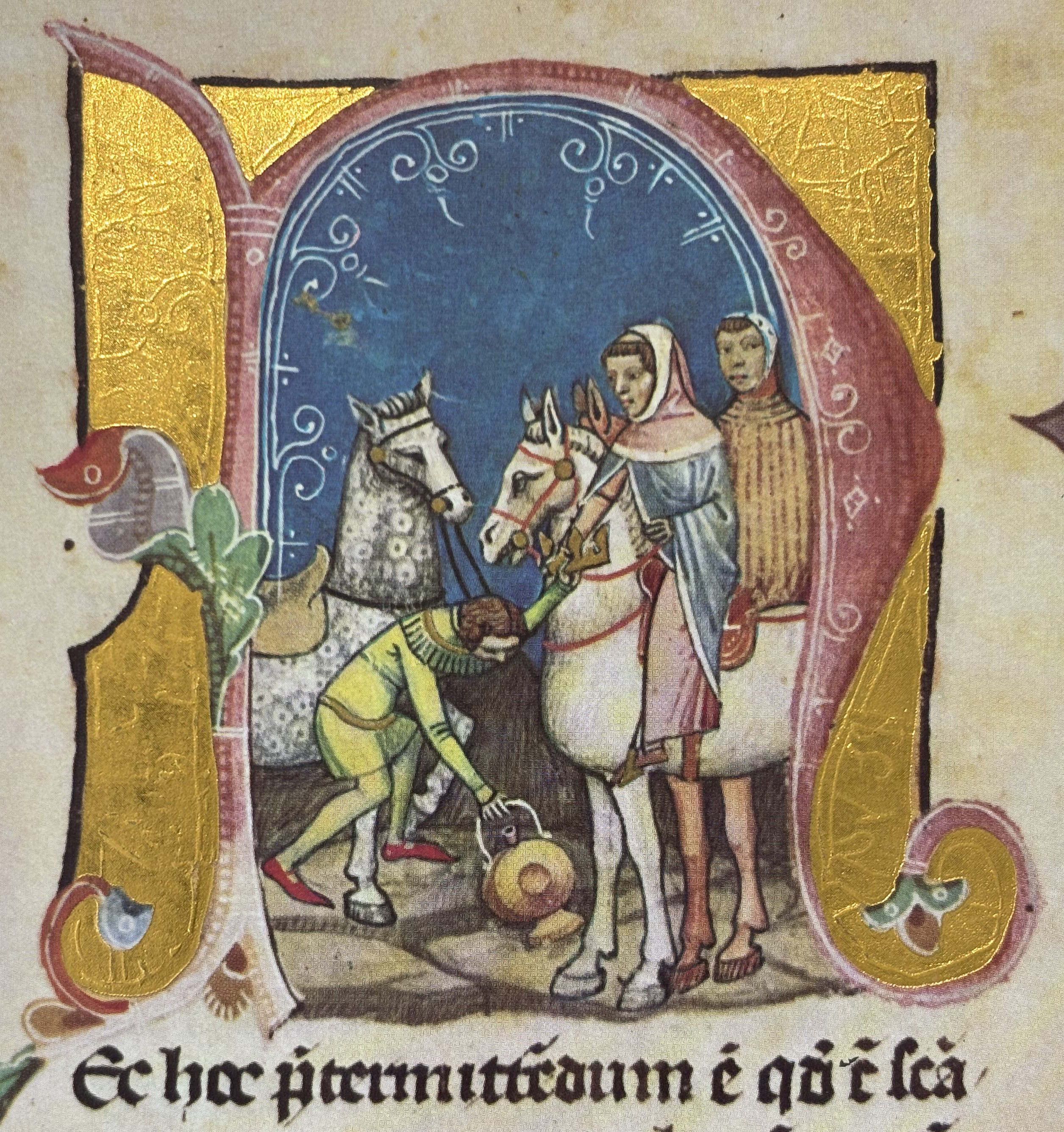
Ottó megtalálja az elveszett koronát

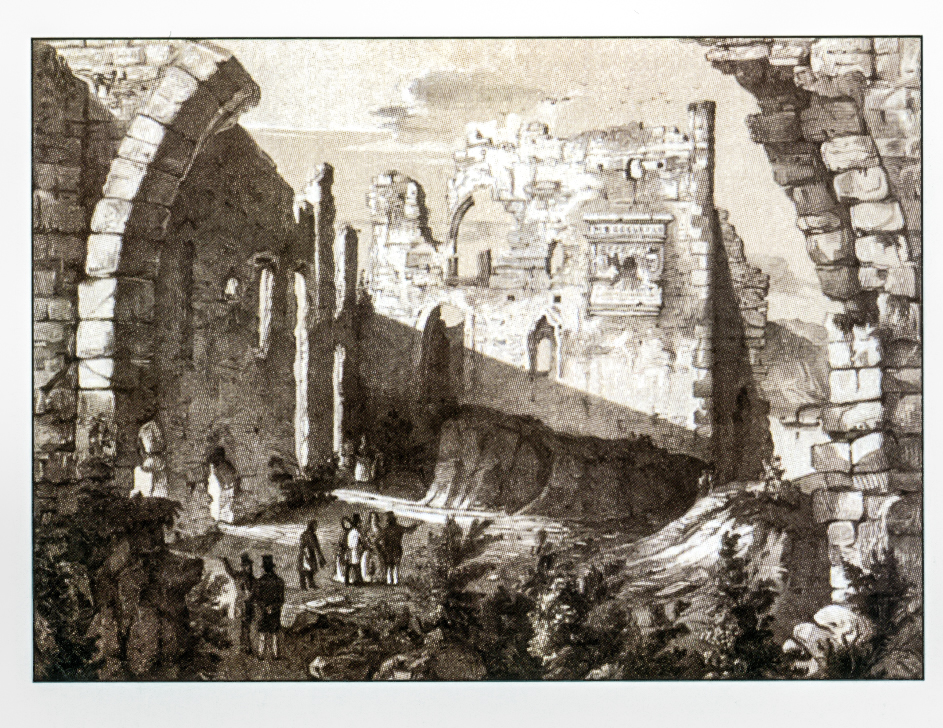
A visegrádi vár koronaőrző tornyának romjai egy 19. századi litográfián, Luxemburgi Zsigmond uralkodása idején a felsővárbeli ötszögletű öregtoronyban őrizték a koronát

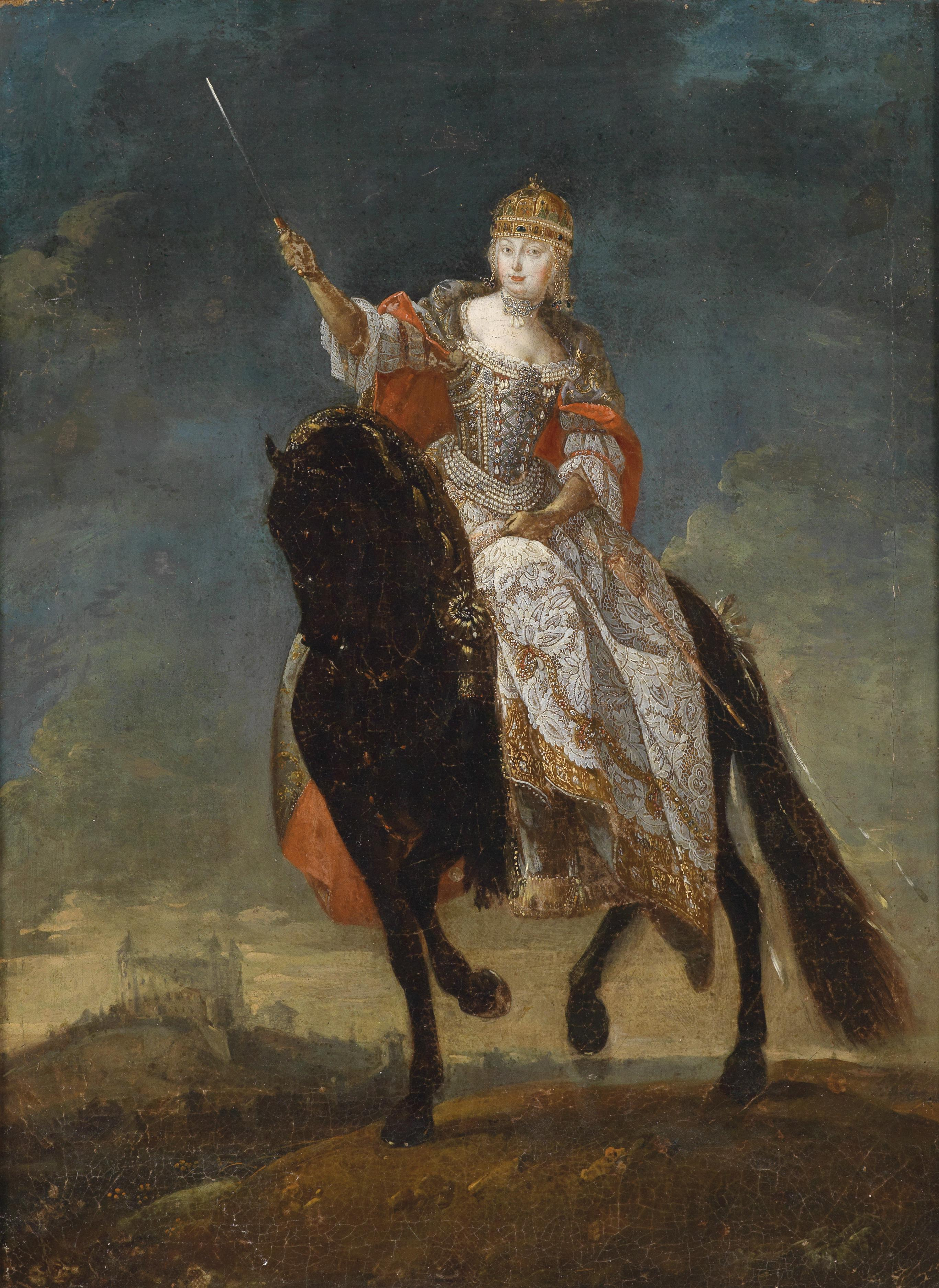
Mária Terézia koronázási kardcsapásai

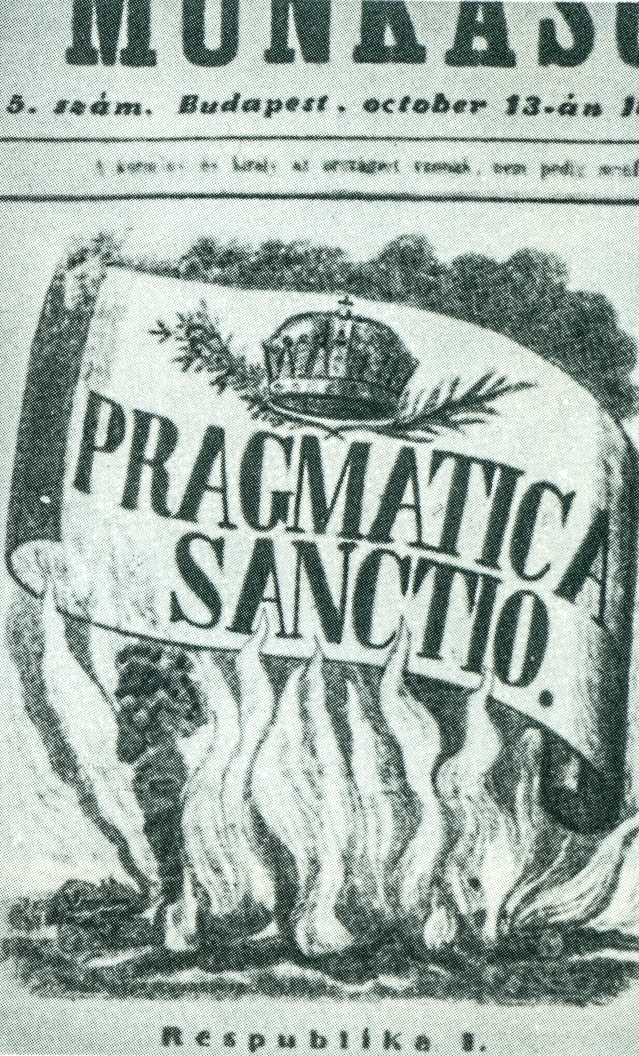
Az 1848-as Munkások Újságja köztársaságpárti címlapja

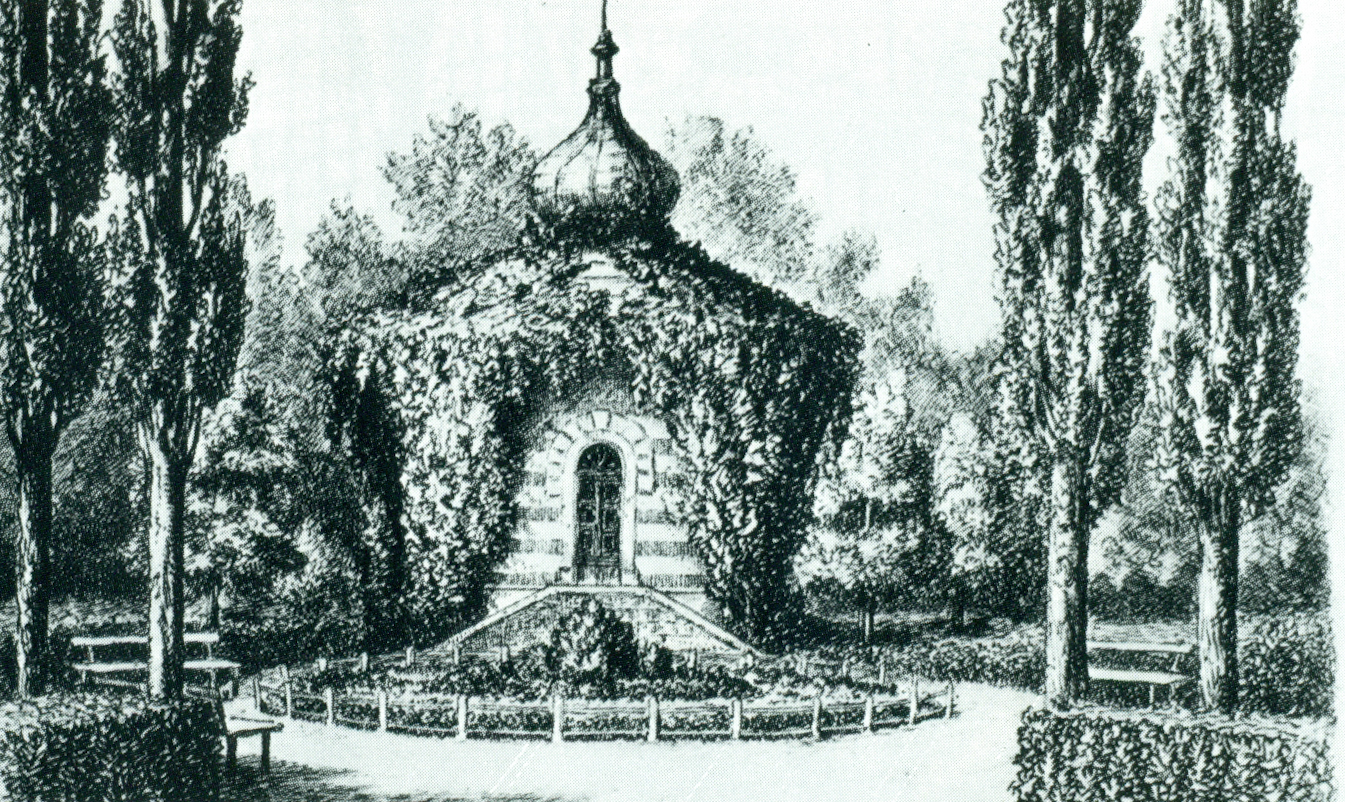
Korabeli kápolna a korona elrejtésének helyén Orsova közelében

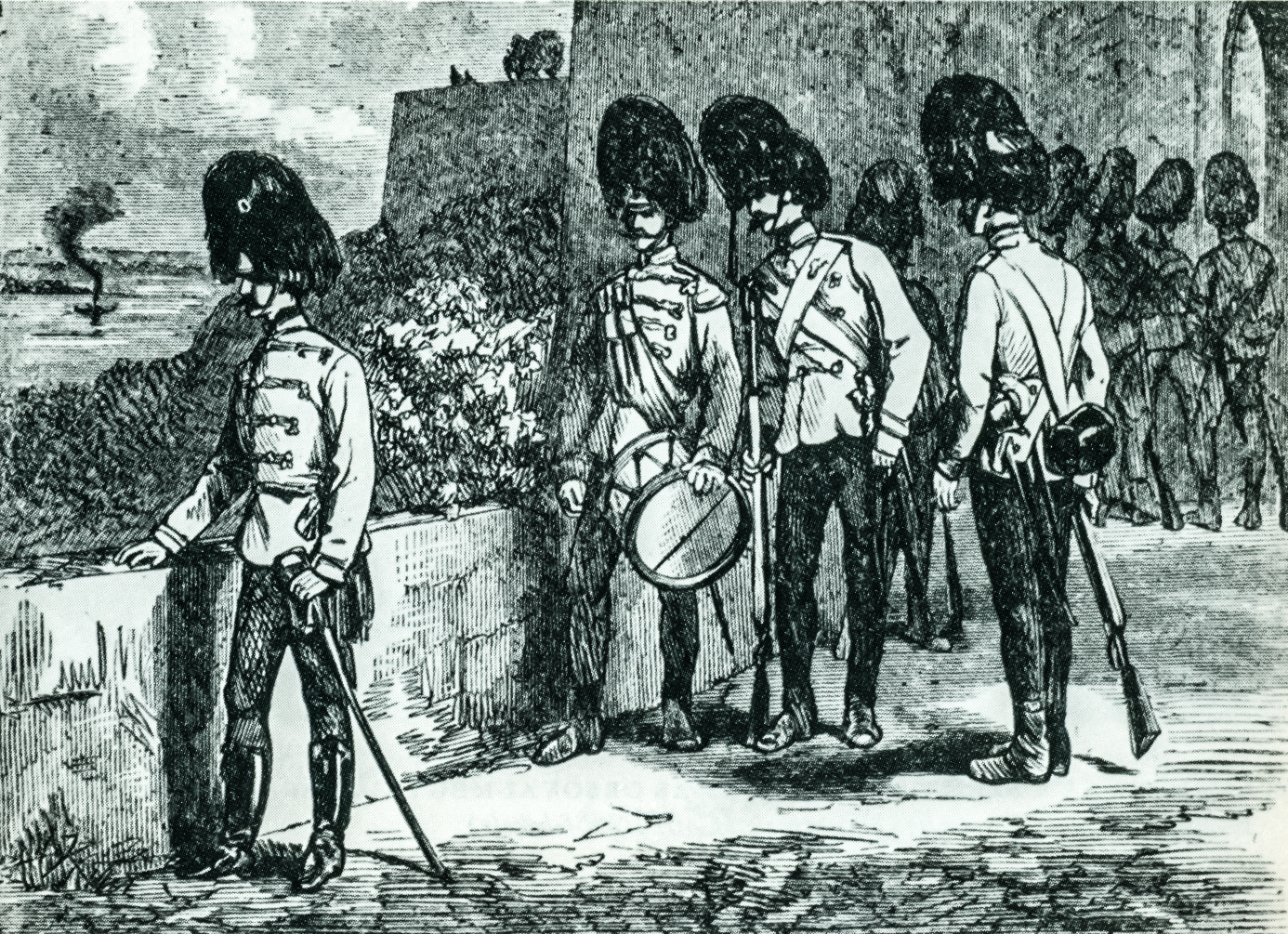
A koronaőrség tagjai 1867-ben

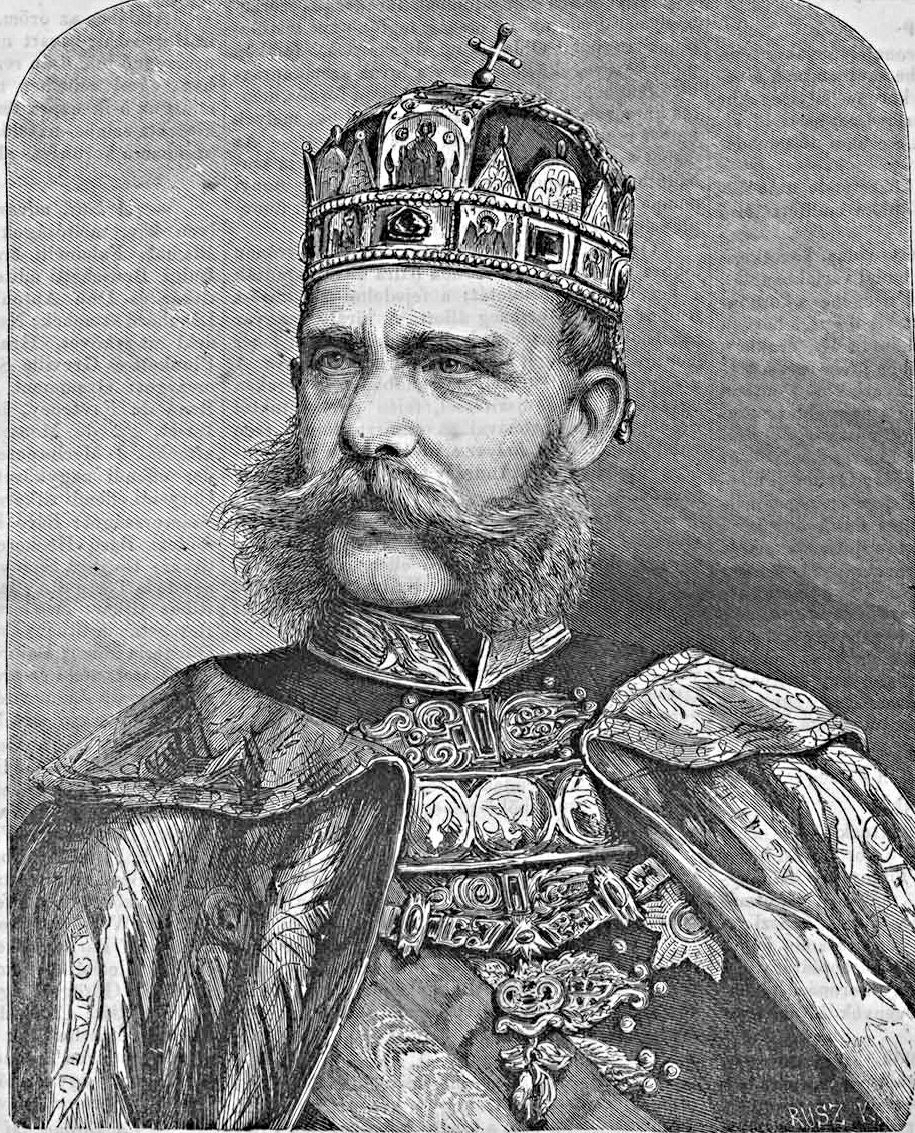
Ferenc József a koronával – idealizált ábrázolás, a korona jól illeszkedik a fejre

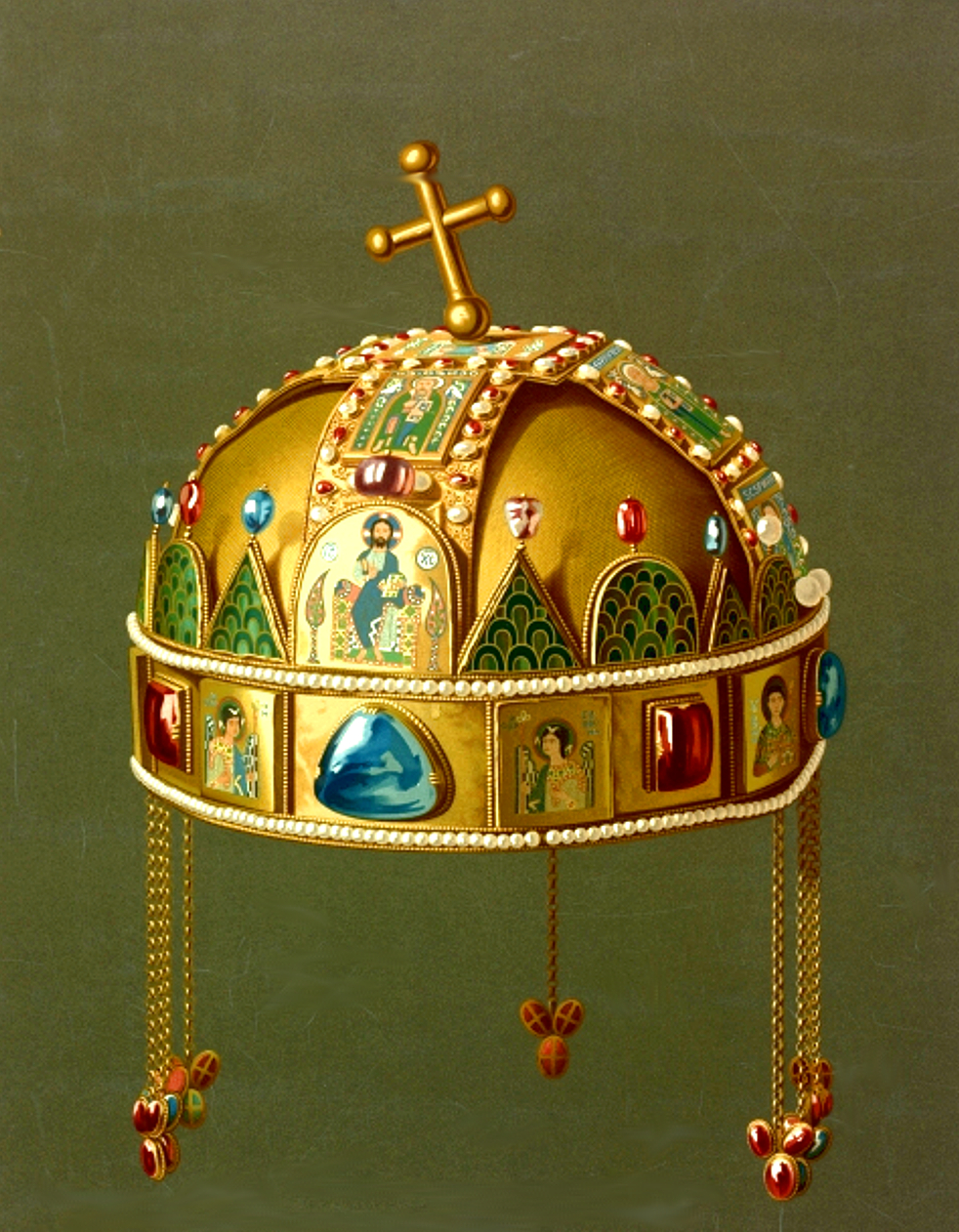
Rauscher Lajosnak, a Budapesti Országos Mintarajztanoda tanárának színezett litográfiája a Szent Koronáról. Rauscher részt vett az Ipolyi Arnold által vezetett koronaszemlén 1880-ban

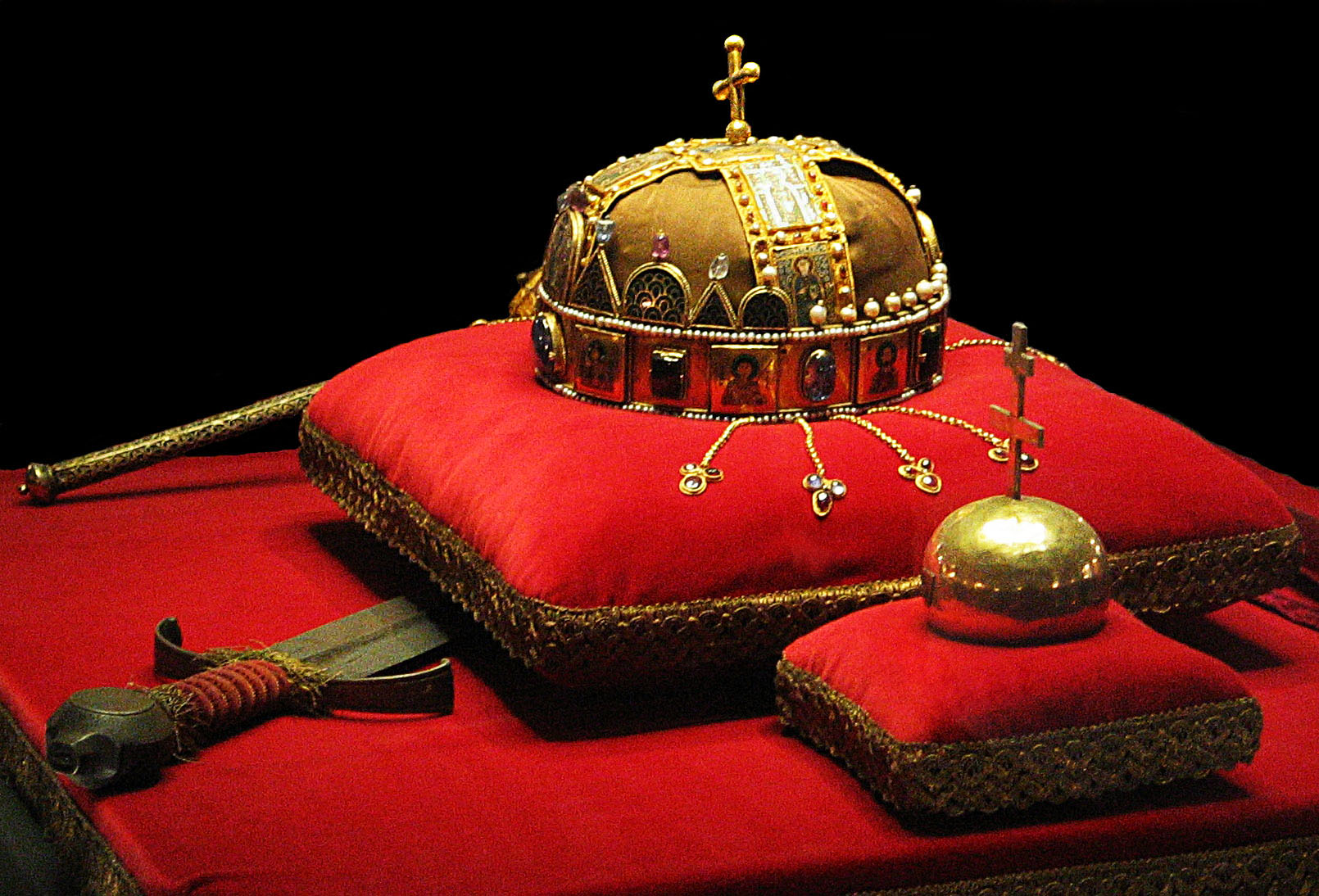
A Szent Korona a koronázási jelvények között oldalról
az Országház kupolatermében

Mivel egészében véve meglehetősen kevés hiteles dátum maradt fenn a magyar korona történetéhez kapcsolódóan, az alábbiakban a szakirodalom által a korabeli dokumentumokból összegyűjtött összes ilyen nevezetes dátumot felsoroljuk. A királyok halálának, temetésének időpontja például csak annyiban kapcsolódik a korona történetéhez, hogy segít meghatározni azt – a következő koronázásig terjedő – időszakot, amíg az „gazdátlan” maradt.

### Árpád-kor
- 1000. karácsony – I. István megkoronázása Esztergomban vagy Székesfehérvárott. A Gergely-naptár szerint 1001-et írnak.
- 1031. szeptember 2. – Imre trónörökös halála: a székesfehérvári Szűz Mária-templomban temetik el.
- 1038. augusztus 15. – I. István halála és temetése a székesfehérvári Szűz Mária-templomban.
- 1044. július 5. – A ménfői csata, majd Aba Sámuel halála. Az abasári monostorban temetik el.
- 1046. szeptember I. – I. András megkoronázása.
- 1058 – Salamont apja életében, gyermekként megkoronázzák.
- 1060. december 6. – Szent Miklós ünnepén I. Bélát megkoronázzák.
- 1063. szeptember – Salamon német segítséggel elfoglalja a trónt (1063-1074). Anyja, Anasztázia királyné ordheimi Ottó bajor hercegnek ajándékozza „Attila kardját”.
- 1064. április ll. – Húsvétkor Géza herceg a béke jeleként ünnepélyesen Salamon fejére teszi a koronát Pécsett.
- 1074. március 14. – A mogyoródi csata, Salamon menekülése Mosonba. Egyes források szerint Géza a csatába már magával vitte a „görög koronát”.
- 1075. – I. Géza (1074–1077) megkoronázása.
- 1077. április 24. – I. Géza meghal, a váci székesegyházban temetik el.
- 1077. április-május – I. László megkoronázása.
- 1095. július 29. – I. László halála, temetése Nagyváradon a székesegyházban.
- 1095. augusztus – Kálmán megkoronázása Fehérvárott feltehetőleg Szerafin esztergomi érsek révén.
- 1116. február 3. – Kálmán halála, Székesfehérváron temetik el.
- 1116. február – II. Istvánt Lőrinc esztergomi érsek megkoronázza.
- 1131. március vagy április – II. István halála: Váradon temetik el (feltehetőleg a váradelőhegyi premontrei prépostságban).
- 1131. április 28. – Felicián esztergomi érsek megkoronázza II.·Bélát.
- 1137. – II. Béla hazahozatja Bizáncból apja, Álmos herceg tetemét, és Székesfehérváron temetteti el.
- 1141. február 13. – II. Béla halála, majd temetése Székesfehérvárott.
- 1141. február 16. – megkoronázzák II. Gézát.
- 1162. május 31. – II. Géza halála, majd temetése Székesfehérvárott.
- 1162. június elején – Lukács esztergomi érsek megkoronázza III. Istvánt.
- 1162. június—július – Mikó kalocsai érsek megkoronázza II. Lászlót.
- 1163. január 14. – II. László halála. Székesfehérvárott temetik el.
- 1163. január 27. vasárnap – Mikó kalocsai érsek megkoronázza IV. Istvánt.
- 1165. április 11. – Zimonyban meghal IV. István; előbb ott, Szent István protomártír templomában temetik el, később Székesfehérvárra viszik a tetemet.
- 1167. – A székesfehérvári Szűz Mária-templomban őrzik a koronát.
- 1172. március 4. – III. István Esztergomban meghal; ott temetik el.
- 1172. március – III. Béla királlyá választása.
- 1173. január 13. – Vízkereszt nyolcadán a kalocsai érsek megkoronázza III. Bélát, valószínűleg már a Szent Koronával.
- 1182. május 16. – Pünkösdkor, apja életében Miklós esztergomi érsek megkoronázza Imrét.
- 1196. április 23. – III. Béla halála, majd temetése Székesfehérvárott.
- 1204. augusztus 26. – Csütörtökön János kalocsai érsek – Imre kívánságára és a pápa felhatalmazásával – megkoronázza fiát, Lászlót.
- 1204. szeptember ? – Meghal Imre király, az egri székesegyházban temetik el.
- 1205. május 3. – Ausztriában meghal III. László, holttestét a győri püspök Székesfehérvárra viteti, és ott királyhoz méltóan eltemetik.
- 1205. tavasza – II. András az osztrák herceget a korona kiadására kényszeríti.
- 1205. május 29. – Pünkösdvasárnap János esztergomi érsek II. Andrást megkoronázza.
- 1214 folyamán – II. András megkoronáztatja Béla fiát.
- 1217. – lI. András a szentföldi hadjárat során Gizella királyné koronáját 140 ezüst márkáért eladja.
- 1220. – Felkenik és megkoronázzák Laszkarisz Máriát, Béla király feleségét.
- 1235. szeptember 21. – Meghal II. András. Az egresi ciszterci monostorban temetik el.
- 1235. október 14. – Vasárnap Róbert esztergomi érsek megkoronázza IV. Bélát.
- 1241-1304. – A Szent Koronát Székesfehérvárott őrzik.
- 1245. augusztus 20. – IV. Béla megkoronáztatja fiát, Istvánt.
- 1254. – IV. Béla oklevelében úgy említi Székesfehérvárt, mint ahol a királyi trónust és a koronát őrzik, ahol a királyokat felszentelik, és ahol az ősei nyugszanak.
- 1256. december 16. – A Szent Korona (Sacra corona) első említése ezen a néven.
- 1270. május 3. – IV. Béla halála, majd temetése az esztergomi ferenceseknél.
- 1270. május 13. után – Királlyá koronázzák V. Istvánt.
- 1272. augusztus 6. Meghal V. István. A Margitszigeten temetik el.
- 1272. szeptember 3. előtt – Türje nembeli Fülöp esztergomi érsek megkoronázza IV. Lászlót.
- 1290. július 10. – Meggyilkolják IV. Lászlót, Csanádon temetik el.
- 1290. július 23. – Vasárnap Ladomér esztergomi érsek megkoronázza III. Andrást.
- 1301. január 14. – Meghal III. András, és vele kihal az Árpád-ház.

### Vegyesházi királyok kora
- 1301. május 13. előtt – Bicskei Gergely esztergomi érsek – az erre az alkalomra készített koronával – Esztergomban megkoronázza I. Anjou Károlyt (Károly Róbert).
- 1301. augusztus 27. – Vasárnap, Szent István ünnepének nyolcadán, Hont Pázmán nembeli János kalocsai érsek megkoronázza Vencel cseh herceget (1301-1305).
- 1304. – A Szent Korona Csehországban, Vencel királynál.
- 1305. – A koronát Ottó bajor herceg Magyarországra hozza: útközben elvesztik, majd megtalálják.
- 1305. december 6. – Szent Miklós ünnepén, Rád nembeli Benedek veszprémi és Antal csanádi püspökök magyar királlyá koronázzák Wittelsbach Ottó bajor herceget.
- 1305–1310. – A Szent Korona Kán László vajdánál Erdélyben.
- 1309. június 15. – Budán, a Nagyboldogasszony-templomban, Tamás esztergomi érsek másodszor koronázza l. Károlyt az ez alkalomra készült és Boccasino Miklós bíboros, pápai legátus által megáldott koronával.
- 1310. augusztus 27. – Székesfehérváron a Szent Koronával harmadszor koronázzák meg I. Károlyt.
- 1317. december 19. – Temesváron meghal Mária királyné, l. Károly felesége.
- 1323–1403. – A visegrádi várban őrzik a Szent Koronát.
- 1342. július 16. – Meghal I. Károly; Székesfehérvárott temetik el.
- 1342. július 21. – Telegdi Csanád esztergomi érsek megkoronázza I. Lajost.
- 1382. szeptember 10. – Meghal I. Lajos; Székesfehérvárott temetik el.
- 1382. szeptember 17. – Demeter esztergomi érsek megkoronázza I. (Nagy) Lajos lányát, Mária királynőt.
- 1385. december 24. – Mária királynő lemond a trónról.
- 1385. december 31. – Demeter esztergomi érsek megkoronázza II. Károlyt.
- 1386. február 7. – II. Károly halálosan megsebesül merényletben. Mária ismét átveszi a kormányzást.
- 1386. február 24. – Meghal II. Károly; az egyházi kiközösítés miatt csak 1390-ben temetik el a Visegrád melletti Szent András bencés apátságban.
- 1387. március 31. Virágvasárnap – Himházy Benedek veszprémi püspök megkoronázza Luxemburgi Zsigmondot (1387-1437).
- 1395. május 17. – Mária királynő halála; Nagyváradon temetik el.
- 1401. – Zsigmond fogsága alatt „Magyarország Szent Koronájának pecsétje” feliratú állampecsét készül.
- 1403–1434. – A budai királyi vár tárnokházánál, István herceg tornyában őrzik a koronát.
- 1434. – Zsigmond megparancsolja, hogy a koronát és a hozzá tartozó ékszereket Pálóczy György esztergomi érsek és Pálóczy Mátyás országbíró őrizze.
- 1434–1439. – Esztergomban, az érseki palotában őrzik a koronát.
- 1437. december 9. – A morvaországí Znojmóban meghal Zsigmond király; a nagyváradi székesegyházban temetik el.
- 1438. január 1. – Pálóczi György esztergomi érsek megkoronázza Habsburg Albertet.
- 1438. – Pálóczy György érsek halála után Albert király a visegrádi várba viteti a koronát.
- 1439. október 27. – Neszmélyen (Komárom megye) meghal Albert király. Székesfehérvárott temetik el.
- 1439–1440. – A visegrádi várban őrzik a koronát.
- 1440. február 21. – Kottanner Jánosné Visegrádon elrabolja a koronát a gyermek V. László részére.
- 1440. május 15. Pünkösdvasárnap – Szécsi Dénes esztergomi érsek királlyá koronázza a csecsemő V. Lászlót (1452-1457) a Szent Koronával (a többi koronázási jelvény hiányzott).
- 1440. július 17. – Szécsi Dénes esztergomi érsek Szent István ereklyetartó koronájával megkoronázza I. Ulászlót.
- 1440–1463 – A Szent Korona Bécsújhelyen, III. Frigyes császár birtokában.
- 1444. november 10. – A várnai csatában elesik I. Ulászló.
- 1457. november 23. – Prágában meghal V. László.
- 1463. július 19. – Mátyás király követei Sopronban és III. Frigyes Bécsújhelyen aláírják a Magyar Szent Korona visszaadásáról kötött szerződést.
- 1463. július 24. – Bécsújhely kapuja alatt III. Frigyes képviselői 80 000 Ft ellenében átadják, a magyar biztosok átveszik a Magyar Szent Koronát, amely így elrablása és 23 évi idegen földön távolléte után hazatér.
- 1464. március 29. – Szécsi Dénes megkoronázza Hunyadi Mátyást (1458-1490) a Szent Koronával.
- 1464. – Törvény a Szent Korona őrzéséről.
- 1490. április 6. – Bécsben meghal I. Mátyás.
- 1490. április 24. – Székesfehérvárott eltemetik I. Mátyást.
- 1490. szeptember 18. – A kiskorú esztergomi érsek helyett Laki Túz Osvát zágrábi püspök koronázza meg Jagelló II. Ulászlót.
- 1492. – Törvény a főpapi és bárói koronaőrökről (1492: XlI.).
- 1500. – Törvény a világi koronaőrökről (1500: XXXI.).
- 1506. július 26. – Meghal Anna királyné (Foix-Grailly, Candale grófnö), Székesfehérvárott temették el.
- 1508. június 4. – apja megkoronáztatja II. Lajost, Bakócz Tamás esztergomi érsek koronáz.
- 1516. március 13. – Budán meghal II. Ulászló.
- 1516. március 19. – II. Ulászlót eltemetik Székesfehérvárott.
- 1526. augusztus 29. – II. Lajos a Csele patakba fullad.
- 1526. november 10. – Székesfehérvárott eltemetik II. Lajos királyt.
- 1526. november 11. – Szent Márton napja, Podmaniczky István nyitrai püspök megkoronázza Szapolyai Jánost.
- 1527. november 3. – Az utolsó székesfehérvári koronázás: Habsburg Ferdinándot Podmaniczky István nyitrai püspök koronázza meg.
- 1527. november 4. – Megkoronázzák l. Ferdinánd feleségét, Anna magyar hercegnőt, II. Ulászló leányát.
- 1527–1529. – A Szent Korona Visegrádon.
- 1529. – A Szent Korona Perényi Péter koronaőr várában Siklóson.
- 1529. október végén. – A korona Szulejmán szultánnál (Pest, Rákosmező).
- 1529. október 28. – A korona Szapolyai János választott magyar királynál. Istvánffy Miklós történetíró szerint ezeknek szavaknak a kíséretében adta át a koronát a szultán: „Helyes volt tőled János, hogy az ínségtől nyomatva, s a németek által az országból kivetve hozzám folyamodtál és segítségemet kérted, amit, mint tapasztalhatod, meg is adtam. Miután a háború, amit visszahelyezésedért kezdtem szerencsésen viselve befejeződött, ami napon téged testvéremül és barátomul fogadlak, s Buda és Magyarország királyának nyilvánítalak. Segítségemet és pártfogásomat ezentúl is ígérem.”
- 1529–1551. – Erdélyben őrzik a koronát.
- 1540. július 22. – Meghal I. János király, a székesfehérvári bazilikában temetik el. 1543-ban Szulejmán szultán parancsára eltávolítják a holttestet, és a Szent Mihály-templomban temetik el ismét.

### A Habsburg-királyok
- 1551. július 21. – Izabella királyné átadja a koronát I. Ferdinándnak.
- 1551–1552. – A korona Tokajban, majd a pozsonyi várban.
- 1552–1608. – Pozsonyban, időnként Bécsben és Prágában őrzik a koronát.
- 1563. szeptember 8. – I. Ferdinánd császár és király Kisasszony napján (Szűz Mária születésnapja) fiát, Miksát királlyá koronáztatja Pozsonyban, a Szent Márton-templomban. A szertartást Oláh Miklós esztergomi érsek végzi.
- 1563. szeptember 9. – Az ez alkalomra készített koronával megkoronázzák Mária királynét (V. Károly spanyol király leánya), a Szent Koronát – mint a későbbi királyné-koronázásokon – a vállához érintették. A szertartást az esztergomi érsek végezte.
- 1572. szeptember 25. – Pozsonyban Verancsics Antal esztergomi érsek megkoronázza I. Rudolfot (1576-1608).
- 1608. november 19. – Szent Erzsébet napján, Pozsonyban, Forgách Ferenc, esztergomi érsek megkoronázza II. Mátyást; a koronázáson először jelennek meg a nemzeti színek, a piros, fehér, zöld a drapériákon.
- 1608–1618. – A pozsonyi várban őrzik a koronát.
- 1613. március 25. – Pozsonyban, Gyümölcsoltó Boldogasszony ünnepén megkoronázzák II. Mátyás feleségét, Tiroli Anna hercegnőt, a Habsburgok családi temetkezőhelyének, a bécsi kapucinus kolostornak az alapítóját.
- 1618. július 1. – Pázmány Péter megkoronázza II. Ferdinándot (1619-1637).
- 1619–1622. – Révay Péter koronaőrrel – Bethlen Gábor kíséretében – Zólyomba, Kassára, Eperjesre majd az ecsedi várba kerül a korona.
- 1622. május – Sopronban megkoronázzák II. Ferdinánd feleségét, Gonzaga Anna Eleonóra mantuai hercegnőt.
- 1622. december 31. Bethlen Gábor visszaadja a koronát. Kassán és Trencsénen át Pozsonyba viszik.
- 1625. november 27. – A soproni ferences templomban („Kecske-templom”) Pázmány Péter esztergomi érsek megkoronázza a trónörököst, a későbbi III. Ferdinándot (1637-1657).
- 1638. február 14. Vasárnap Pozsonyban Lósy Imre prímás megkoronázza III. Ferdinánd első feleségét, Habsburg Mária spanyol infánsnőt.
- 1638. – Kara Musztafa hadjárata elől Bécsbe, Linzbe majd Passauba viszik, majd ismét visszakerül Pozsonyba a korona.
- 1647. június 16. – IV. Ferdinándot (meghalt 1654-ben) apja életében királlyá koronázza Lippay György esztergomi érsek. A koronázást az eredeti napról a pozsonyi tűzvész miatt el kellett halasztani.
- 1655. június 6. – Pozsonyban megkoronázzák III. Ferdinánd harmadik feleségét, Gonzaga Mária Eleonóra hercegnőt.
- 1655. június 27. – Szent László király ünnepén, apja életében királlyá koronázza I. Lipótot Lippay György esztergomi érsek.
- 1681. november 9. – Sopronban megkoronázzák I. Lipót harmadik feleségét, Eleonóra Magdaléna rajnai palotagrófnőt a Wittelsbach családból. A Szent Koronát a prímás és a nádor együtt emelik a királyné vállához. A házi koronát a veszprémi püspök teszi a fejére, a felkenést a prímás végzi.
- 1687. december 9. – apja életében királlyá koronázza I. Józsefet (1705–1711) Széchényi György esztergomi érsek.
- 1703–1711. – A Szent Korona Bécsben.
- 1711–1740. – A Szent Korona Pozsonyban.
- 1712. május 22. – Szentháromság-vasárnap Pozsonyban Keresztély Ágost szász herceg, prímás megkoronázza III. Károlyt és feleségét, Erzsébet Krisztina magyar királynét
- 1740–1748. – Az osztrák örökösödési háború idején a komáromi várban őrzik a koronát.
- 1741. június 25. – Pozsonyban királynővé koronázza Mária Teréziát (735-1780) Eszterházy Imre esztergomi érsek.
- 1748–1784. – Pozsonyban a korona.
- 1784–1790. – II. József Bécsben a császári kincstárban őrizteti a koronát.
- 1790. február 17-21. – A Szent Korona visszakerül Magyarországra: Köpcsény, a győri püspöki palota, esztergomi érseki palota, Buda útvonalon.
- 1790. november 15. – Pozsonyban megkoronázza II. Lipótot Batthyány József esztergomi érsek.
- 1791–1849. – A budai várban őrzik a Szent Koronát.
- 1792. június 6. – Úrnapja vigíliáján a budai Mária Magdolna helyőrségi templomban megkoronázzák I. Ferencet.
- 1792. június 10. – Budán megkoronázzák I. Ferenc második feleségét, Bourbon–Szicíliai Mária Terézia magyar királynét (meghalt 1807-ben).
- 1805. december – A napóleoni háborúk idején Budáról Ungvárra, a püspöki palotába menekítik a koronázásí ékszereket.
- 1808. – Pozsonyban megkoronázzák Habsburg–Estei Mária Ludovika magyar királynét (meghalt 1816-ban), I. Ferenc király harmadik feleségét.
- 1809. – Újra menekítik a Szent Koronát: Almásy Pál koronaőr pesti házában, az egri székesegyház kincstárában, illetve a megyeházán, szeptemberben Almásy gyöngyösi házában, végül novembertől ismét Budán őrzik.
- 1825. – Pozsonyban megkoronázzák Karolina Auguszta magyar királynét, I. Ferenc negyedik feleségét.
- 1830. szeptember 27. – Az utolsó pozsonyi koronázás: V. Ferdinánd (1835–1848).
- 1849. – A korona útja: Debrecen, Szeged, nagyváradi püspöki palota, Arad, Lugos, Karánsebes, Orsova.
- 1849. augusztus – Orsován Szemere Bertalan elásatja.
- 1853. szeptember 8. – Orsován megtalálják, majd Budára és Bécsbe viszik a koronát, végül visszaszállítják Budára.
- 1853–1944. – A budai várban őrzik a Szent Koronát.
- 1867. június 8. – Pünkösd vigíliáján a budai Nagyboldogasszony-templomban megkoronázzák Ferenc Józsefet és feleségét, Wittelsbach Erzsébet bajor hercegnőt.
- 1916. december 30. – Szombaton az utolsó király- és királyné-koronázás Budapesten. a Nagyboldogasszony-templomban. A koronát Csernoch János esztergomi érsek és gróf Tisza István helyezte IV. Károly király fejére. A királyné Bourbon-Pármai Zita hercegnő lett.

### Az utolsó koronázás után
- 1944. október vége – A Szent Korona Veszprémben.
- 1944. december 6. – Kőszegen.
- 1945. január – Velemben.
- 1945. márciustól – A korona Kőszegen, Mariazellben, majd Mattseeben elássák.
- 1945 júliusában – Mattseeben megtalálják, majd Augsburgba, végül Frankfurtba kerül.
- 1951–1978. – Fort Knox (USA, Kentucky).
- 1978. január 6. – A koronázási ékszereket J. Carter elnöksége idején hazaszállítják Magyarországra, a Parlamentben adják át, majd a Magyar Nemzeti Múzeumban állítják ki.
- 1999. december 21. – Az Országgyűlés elfogadja a Szent István államalapításának emlékéről és a Szent Koronáról szóló 2000. évi 1.törvényt.
- 2000. január 1. – A Szent Koronát, a jogart, az országalmát és a kardot ünnepélyesen átviszik a Parlament épületébe, és Orbán Viktor miniszterelnök megnyitja a millenniumi évet.